# 北斗の拳の登場人物一覧
北斗の拳の登場人物一覧（ほくとのけんのとうじょうじんぶついちらん）では、漫画・テレビアニメ・アニメ映画・OVA『北斗の拳』に登場する架空の人物について解説する。
担当声優は特記がない限りテレビアニメ版のキャストである。

## 主要人物

### 北斗神拳四兄弟
北斗神拳の伝承者候補として、先代伝承者リュウケンの養子として育てられた四兄弟。中でもラオウ、トキ、ケンシロウにより、北斗神拳は最強の時代を迎えることになる。
ケンシロウ
本編の主人公。四兄弟の末弟にして、一子相伝の北斗神拳の正統伝承者。“世紀末救世主”として語られる。胸にシンに刻まれた北斗七星をかたどった“七つの傷”を持つ。
ラオウ
四兄弟の長兄で北斗神拳伝承者候補の一人。伝承者争いに敗れた後は、自身の拳を封じようとしたリュウケンを屠り失踪し、核戦争後に世紀末覇者“拳王”として現れる。乱世に天を掴むべく、自身の軍勢「拳王軍」を率いて野望の実現に乗り出す。
トキ
四兄弟の次兄で北斗神拳伝承者候補の一人。北斗史上最も華麗な技と天賦の才を持つ。しかし、不治の病を患い伝承者の道を断念し、残りの人生を北斗神拳を応用した医療で人々のために役立てようとする。
ジャギ
四兄弟の三男で北斗神拳伝承者候補の一人。ケンシロウが伝承者に決定した後は、逆恨みから襲撃するが失敗して、返り討ちにあい頭部を負傷、その傷を隠すため仮面を被るようになる。その後、シンに彼の許嫁のユリアを奪うようそそのかした。さらにはケンシロウの名を騙って暴虐の限りを尽くす。

### 南斗六聖拳
北斗神拳と対極をなす南斗聖拳一〇八派を統べる6人を「南斗六星」と呼ぶ。それぞれが一つの「宿星」を背負っている。
シン
南斗六聖拳「殉星」の男。南斗孤鷲拳の伝承者。ケンシロウへの復讐に燃えるジャギにそそのかされてユリアを奪い、ケンシロウの胸に七つの傷を刻んだ。その後、ユリアの愛を得るために暴力組織KINGを立上げ、自らを“KING”と称して関東一円を支配する。
レイ
南斗六聖拳「義星」の男。南斗水鳥拳の伝承者。復讐から冷酷に振る舞っていたがケンシロウたちと出会うことで本来の「義星」の輝きを取り戻し、最期の瞬間まで仲間との友情と愛のために戦い続ける。南斗聖拳で最も美しい技を持つ。
ユダ
南斗六聖拳「妖星」の男。南斗紅鶴拳の伝承者。異常なまでの美への執着から、優美で華麗な南斗水鳥拳を巧みに操るレイに激しい妬みを抱いて敵視する。
シュウ
南斗六聖拳「仁星」の男。南斗白鷺拳の伝承者。“盲目の闘将”と呼ばれ、サウザーの覇道に異を唱えて、抵抗勢力の指導者として闘う。
サウザー
南斗六聖拳「将星」の男。北斗神拳と同じく一子相伝である南斗鳳凰拳の伝承者。誰よりも愛深きゆえに苦しみ、敬愛する師が亡くなった悲しみから愛を否定する。心の渇きをいやすかのごとく“聖帝”と名乗り覇道を歩み、南斗六星の「極星」として君臨。
ユリア
本作のヒロイン。
南斗正統血統の女性にして、ケンシロウの婚約者。「慈母星」の宿命のもと“南斗六聖拳最後の将”として「南斗五車星」を従え、天の平定を願う。

### 南斗五車星
南斗正統血統のユリアを護る五人の戦士で、海・山・雲・炎・風の五星によって構成されている。ユリアの宿星「慈母星」が持つ永遠の光のために、命をかけてラオウの覇道を止めようとする。
ヒューイ
南斗五車星「風」の男。「風の旅団」を率いる「風の拳（五車風裂拳）」の使い手。
シュレン
南斗五車星「炎」の男。「朱の軍団」を率いる「炎の拳（五車炎情拳）」の使い手。
フドウ
南斗五車星「山」の男。孤児を養う優しく温厚な人物だが、かつては修行時代のラオウも恐怖を覚えた「鬼の拳」を持つ暴虐の徒。「若草色の軍団」を部下とする。
ジュウザ
南斗五車星「雲」の男。ユリアの異母兄でありリュウガの異母弟。「我流の拳」の使い手であり、全く型がない。天賦の才はラオウとトキに匹敵するほどだが、空を流れる雲のごとく自由を好む。
リハク
南斗五車星「海」の男。「海の兵団」を率いる天才軍師。ラオウとの戦いで五車星の中で唯一生き残り、天帝編ではリンやバットと共に帝都の圧政と戦う“北斗の軍”の参謀として迎えられる。

### 主な登場拳士
劇中には欠かせない「強敵（とも）」、「同胞」、「悪役」たち。
アミバ
かつてレイと共に南斗聖拳を学んだ男。自尊心が異常に高く、北斗四兄弟の次兄トキとのいざこざで顔をぶたれた復讐としてトキになりすまし、ニセ北斗神拳を悪事に使う“自称「天才」”。後に拳王軍の一味であることが判明する。
リュウガ
拳王軍の配下で「天狼星」を宿星に持つ泰山天狼拳の伝承者。乱世の平定を強く望み、ケンシロウが救世主として乱世を支える巨木か否かを確かめるべく戦いを挑む。ユリアの兄でありジュウザの異母兄。
ファルコ
帝都の誇る将軍にして元斗皇拳の最強の伝承者。別名“金色のファルコ”。天帝を守護する宿命のもと、北斗の軍と戦うが、天帝の救出成功後には、お互いを強敵と認めたケンシロウとの間に友情が芽生える。

### その他
バット
物語開始時にケンシロウと出会い、共に旅する少年。成長後は帝都の圧政と戦う“北斗の軍”の若きリーダーになる。リンを愛しながらも見守り続け、その愛と幸福を守ろうと闘い続けた。
リン
物語開始時にケンシロウと出会い、共に旅する少女。成長後はバットと共に“北斗の軍”の若きリーダーとなるが、実は天帝ルイの双子の妹。当初からケンシロウを思慕していたが、バットと共に生きることを選ぶ。

## 序章

### KING
シンが作り上げた軍団で、関東一円を支配する一大勢力。KINGの構成は、トランプのマーク名を引用したスペード・ダイヤ・クラブ・ハートの各部隊に分かれ、それぞれのトップが「スペード」などマークの名前で呼ばれている。アニメ版ではシンの副官としてジョーカーとバルコムのほか、多数のオリジナルキャラクターが登場する。また後述する「GOLAN」や「ジャッカル一味」もシンの配下となっている。

### ゴッドランド
※ アニメ版ではゴッドアーミーの名で登場。
大佐（カーネル）
声 - 矢田耕司 / 中尾良平（真・北斗無双） / 小山剛志（DD北斗の拳） / 藤井隼（LEGENDS ReVIVE）
ゴッドランド（GOLAN）の総帥にして南斗無音拳の達人。他にもさまざまな殺人技を研究して身につけており、鋭利なブーメラン型の刃による間接攻撃を使ったり、ケンシロウの動きを超能力（実際には目や筋肉の微妙な動きによる先読み）で予知して翻弄してみせた。南斗無音拳を「世界最強の殺人拳」と称し、自らを「神に選ばれし人間」であると信じて疑わない自信家。
元は特殊部隊レッドベレーの指揮官で、国家に対する忠誠心の高い軍人だった。しかし将軍の邸宅に意見具申に訪れた際に、核兵器のボタンを握る軍の高官、軍産複合体を中心とした政治家・大企業家たちの腐敗の実態を目の当たりにして幻滅。核戦争の後に暴力の時代が訪れると、強靭な肉体と殺人技術の優位性を確信し、青年を集めて殺人兵器に鍛え上げる「神の国」ゴッドランドを建国する。また、子孫を残すために強引に女性を拉致するなど、「人間狩り」を徹底的に行って各地で悪名を轟かせた。
GOLANのような「狂信者のために犠牲になり流される幼い子供たちの涙や悲しみ」を止めるべくゴッドランドに単身乗り込んだケンシロウと激突する。ケンシロウにすら気配を感じさせずに彼の背後を取ったほどの凄腕で、「かつて知らぬ間にこれほどまで獲物に接近を許したことはない」「ずば抜けた能力の持ち主」と実力を認められたものの、続けて「俺は北斗神拳の伝承者として生まれた時から暗殺者だ（お前とは格が違う）」（アニメでは「お前の拳法は真似事」と酷評される）と宣告され、先述の能力を見抜かれ、対策を編み出したケンシロウに一方的に押され始める。助勢に駆けつけたリンに槍を投げつけ、リンを庇ったケンシロウに痛打を与えることに成功したものの、自身も秘孔「瞳明」を突かれて視力を失い、止めに「北斗壊骨拳」を食らって死亡。
アニメ版ではシンの部下として登場して、シンが彼の崇める「神」となっている。原作とは違い独立軍閥の首領ではなくなったので、劇中では「ゴッドアーミー」というエリート精鋭部隊を指揮する軍の長としての立場であった。1986年劇場版でもテレビ版と同じくシンの部下として登場したが、サザンクロスに迫るラオウ軍への警戒中にシンから「ユリアは何処だ」と質問された際、「お言葉ですがそれどころではありません」と言ったばかりに激怒したシンに斬り刻まれてしまった。
アニメ『DD北斗の拳』では女子会をしていたリンたちに絡む酔っ払いとして登場。またこちらでは「カーネル大佐」と名乗っており、「カーネル」が名前扱いになっている。
少佐
ゴッドランド（GOLAN）に仕える冷酷かつ残忍な佐官。首や体に絡めて引っ張り切断してしまうピアノ線のような凶器を武器としている。GOLANの優秀な子孫作りのため、各地から多くの女性を拉致し、歯向かう者への惨殺を繰り返した。リンを含む女性たちを拉致し、止めに来た女性たちの家族を惨殺するところを目撃したケンシロウの怒りを買い闘うが、見切れないほどの速さの拳打を浴びて秘孔を突かれ、両腕を操られ自らの凶器で首を切り落として死亡した。
アニメ版では、マッド軍曹と共に訓練生たちの訓練を監督するシーンが追加され、たとえ訓練だろうが、また兄弟だろうが、勝者に敗者へのとどめを強要する残酷さを見せた。実力は高く、村人たちが放った無数の矢を瞬時に察知し、鞭で全て捌いている。使用武器はあらゆるものを切り裂く特殊なムチに変更され、原作と違いリマとその親には会っていない。なお、彼の最期は自分のムチで自分の首を絞めて絶命という描写に変更された。
警備隊長
アニメオリジナルキャラクター。ゴッドアーミーの警備隊隊長。巡回務めの他、毎月ジョニーの経営するレストランで水や食糧や酒などの徴集を担当する。彼も冷酷な心の持ち主で、道路で老婆が躓いて倒れても通過して撥ねようとしたほど。老婆を救ったケンシロウのことを「風来坊」と呼び、少し後にジョニーの店でケンシロウと再び遭遇。紐部分が螺旋状で鉄製の特殊なヌンチャクのような武器を操り、神の軍隊に逆らった者としてケンシロウを痛めつけようとしたが、「交首破顔拳」によって倒される。
捜索隊長
アニメオリジナルキャラクター。大佐（カーネル）の命令でケンシロウを捜していた。ケンシロウをおびき出すためリマの両親を殺害したため、ケンシロウの怒りを買い倒された。
マッド軍曹（マッドサージ）
声 - 田中康郎 / 吉水孝宏（真・北斗無双） / 田尻浩章（LEGENDS ReVIVE）
ゴッドランド（GOLAN）のゲリラ戦を得意する下士官。兵士の統率と育成を担当。訓練だろうと敗北者を容赦なく処刑する残忍な性格。
GOLANでの戦いではケンシロウに特殊工作隊で使うニードルナイフを投げて全身の血を吹き出させようとしたが、鍛え上げられたケンシロウの体には通用しなかった（アニメ版ではこの役を後述のバッカムが果たす）。ナイフの名手で、ゲリラ戦で多くの命を奪った一秒間に10回突くことができる殺人芸（さらにアニメ版では、ナイフにサソリの毒が塗りこまれている）が自慢であったが、ケンシロウ相手には問題にならず、秘孔を突かれたことで身体の自由を奪われ頭部を水につけられて窒息させられかけカーネルの居場所を吐いた後、再度ケンシロウに挑もうとしたが秘孔の遅延効果で胴体に穴が開き、頭部がねじ曲げられて死亡。
アニメ版オリジナルの展開ではケンシロウを捕らえるため、兵団を率いて街中に現れ、背後から鉄球を直撃させることに成功し、ゴッドランドの本拠地に連行している。
バッカム
アニメオリジナルキャラクター。ゴッドアーミーの最高警備隊隊長。原作でのマッド軍曹に代わってニードルナイフによる攻撃でケンシロウを倒そうとしたが、前述の通りケンシロウには通用しなかった。部下たちも一蹴され、自身もナイフを持って突進するも、ジャンプして背後に回ったケンシロウの「交首破頭拳」の一撃で後頭部を蹴りつけられて爆死した。
将軍
大佐（カーネル）の回想で登場。核戦争前はカーネルの上官で、利益確保のために核のボタンを押して世界を核の炎に包み、自らも核の炎で自滅した人物。酒に酔い、下着に近いボンデージ衣装のコンパニオンたちと戯れ、カーネル率いるレッドベレーを愚弄したために核戦争後のカーネルに「クサったブタ」などと呼ばれる。アニメ本編では未登場だが、『DD北斗の拳』にてアニメ出演している。

### ジャッカル一味
ジャッカル
声 - 加藤正之 / 大竹宏（86年劇場版） / 金尾哲夫（実写映画版吹き替え） / 江川央生（PSゲーム） / 高塚正也（真・北斗無双） / 浜田太一（DD北斗の拳） / 前田剛（DD北斗の拳2） / 堂坂晃三（LEGENDS ReVIVE）
元は超凶悪犯のみを投獄した「ビレニィプリズン（地底特別獄舎）」の脱獄囚で野盗集団（アニメ版ではウォリアーズの名がある）の首領。原作ではKINGとは無縁の独立した組織のボスだったが、テレビアニメ版ではKING配下の傭兵隊のリーダーである。「神をも欺くことができる」と豪語するハイエナのような狡猾な悪党だが、「自分より強い人間とは戦わない」を信条としており、ケンシロウと関わることも極力避けている。部下にもそれを徹底させており、できない者は「貴様らに俺の部下の資格はない！」として処刑していた。多量のダイナマイトを常に保持しており、体に巻きつけている。アニメ版ではダイナマイトを取り出して「南斗爆殺拳!!」と叫んでいたが、ケンシロウに「火薬に頼って何が拳法だ」と言われている。一方、ある程度の戦闘力は持っており、腕力で相手の顔を含めた頭部を押し潰している他、腕に仕込んだ刃物や大量のダイナマイト、何より手段を択ばない狡猾さを併せ持ち、保身に走りジャッカルを裏切った数十人の部下をあっさり返り討ちにしている。また、演技力もかなりのもので、デビルリバースを味方につけることに成功した際はケンシロウから「なかなかの名演技」と言われた。
ケンシロウの後をつけ、トヨの村に湧いた水（オアシス）を狙って根城にしようと企むが失敗。その時にダイナマイトでトヨを殺したためにケンシロウの激しい怒りを買い、執拗に追われる羽目となる。ジャッカルは逃亡のために幹部を見捨てるなど手段を選ばなかったが、次第に追い詰められていく。
最後の切り札としてビレニィプリズンに収監されている超巨漢のデビルリバースを解き放ち、収監時代に手に入れたデビルの母親の写真を使い彼の生き別れの兄を装って手なずけることに成功する。しかしデビルも倒されると一変してケンシロウを救世主とおだて上げ、自分だけ助かろうとするが、虫の息になったデビルに捕まり動けなくなる。最期はケンシロウに助けを求めるも、ケンシロウに自身のダイナマイトを仕掛けられ爆死。ケンシロウからは死後、「やつらのために祈る言葉はない」（アニメ版では「眠れ、悪魔たちよ」）と吐き捨てられた。
テレビアニメ版ではKING幹部であるジョーカーの乱入で逃げた後、ジョーカーの入れ知恵でデビルリバースを解放した。デビルの母親のペンダントも、ジョーカーが持っていたものをジャッカルに渡した。
映画版ではジャギの部下として登場。ジャギの命でハートを呼び寄せるが、熟睡中のジャギの素顔を見て悲鳴を上げてしまい、目を覚ましたジャギの怒りの一撃を受けて爆死する役回りであった。
フォックス
声 - 戸谷公次 / 青野武（86年劇場版） / 渡辺武彦（PSゲーム） / 阿座上洋平（真・北斗無双） / 桐本拓哉（LEGENDS ReVIVE）
ジャッカルが率いる野盗集団（アニメ版ではウォリアーズ）の最高幹部。彼もトヨの村を襲った時にジャッカルと共に悪知恵を働かせて、ケンシロウの怒りを買った。ジャッカルの右腕とまで言われたナンバー2だが、当のジャッカルは本人のいないところで自分の右腕を指差しながら、「ここ」にあると言っており、フォックスが別働隊で、食料の調達に出たところをケンシロウに追われると、ジャッカルは自身の逃亡のための時間稼ぎに彼を利用して見捨てる。
彼が使用する「跳刀地背拳」は、敵の虚をついて倒す虚拳で、大地という強固なガードを背負い前面の敵に集中することができる。しかしケンシロウには、拳の性状と飛び上がった際の背面が弱点であることを見抜かれ、秘孔を突かれてジャッカルの居場所を無理矢理喋らされたあげく、激しい蹴りを浴びて吹き飛び、そのまま岩盤に叩き付けられて死亡。亡骸はジャッカルにメッセンジャーとして届けられた。本作の悪役には珍しく、秘孔によって爆死しなかったが、その代償にジャッカルからは居場所にして本拠地のビレニイプリズンをケンシロウに知られたことへの八つ当たりとして、「てめえのせいだ！」と遺体を何度も蹴り付けられた。
原作では「人を殺した後は小便がしたくなる」と壁にもたれた屍に小便をひっかけていたが、アニメ版ではカットされた。一方ゲーム『真・北斗無双』の伝説編では村人を殺した後で近くの壁に小便をしようとしたが、出すより先にケンシロウが現れて壁に頭を押し付けられた。その後は原作とは逆に、跳刀地背拳の弱点を見切られた上に秘孔を突かれてジャッカルの居場所を喋らせられてから、ケンシロウと戦う展開になっている。
映画版ではハートと同様にジャギの部下として登場して、土中に埋めた村人の首を同じ村人にノコギリで挽かせる残忍な仕打ちを行っていたが、レイの乱入で阻止され、さらにそこに現れたケンシロウの一撃を受けて爆死した。
デビルリバース
声 - 蟹江栄司 / 今村直樹（PSゲーム） / 稲田徹（真・北斗無双） / 茅野愛衣（DD北斗の拳2）
人外離れした巨躯を持つ男。そして五千年の歴史を持つ古代インドの殺人拳「羅漢仁王拳」の使い手。過去700人を殺し、死刑執行されること13回。しかし、ことごとく生き残り、最終判決は懲役200年。別名「悪魔の化身（デビルリバース）」と呼ばれ、ビレニィプリズンの地下に繋がれていた獄囚。「マザー」と母親を呼び敬愛する。名前は本名ではなく強さからの異称。
長年獄中に監禁され、自分を暗闇の中に閉じ込めた者への憎悪に凝り固まっていたが、デビルの兄だと偽るジャッカルにまんまと騙されると、ジャッカルが「お前を再び閉じ込めようとしている」と指差したケンシロウと対決する。巨体に比して身のこなしが俊敏でケンシロウを驚かせるが、北斗神拳奥義「転龍呼吸法」によって対抗され、風圧を自在に扱う奥義「風殺金剛拳」も通用せず、「北斗七死星点」で深く秘孔を突かれて倒されてしまい瀕死の状態になる。最期はケンシロウが仕掛けたダイナマイトでジャッカルと共に爆死した。なお、「風殺金剛拳」はアニメ版においてラオウがケンシロウとの初戦で仕掛けたことがある。
『蒼黒の餓狼』において、核戦争前における各国の生体兵器研究の描写の中にデビルリバースの姿がある。
テレビアニメ版『DD北斗の拳2』では「デビルリバ子」という巨体の女子生徒として登場する。
ホーク

ジャッカルの部下の一人だが、ケンシロウに追い込まれるや否や仲間たちと共にジャッカルを裏切り、彼の首を取ってケンシロウの許しを乞おうとしたが、逆にジャッカルに「腰抜け」と貶され、ジャッカルが腕に仕込んだ刃物で首を切断される（アニメ版では胴体を切られる）。そして彼の死体は、残る仲間たち共々ジャッカルのダイナマイトで吹き飛ばされた。
元ボクサー
ジャッカルの部下の一人。ケンシロウとの戦いを避けようとするジャッカルに納得できず、ケンシロウに挑戦する。しかし手も足も出ず「北斗断骨筋」を食らって腕が変形してゆき、最後に顔面が陥没して死亡。アニメでは未登場。
断末魔に叫んだセリフ「あべし!!」は、ファミリーコンピュータゲーム『北斗の拳』でアイテムとして登場し、当時のラジオ番組で「ビビディ・バビディ・ブー」の替え歌として「ひでぶ・あべし・ぶー」というものが製作されて投稿されるなど「ひでぶ」と同じくらい広まり、北斗を代表するセリフとして認知されるようになった。アニメ版ではケンシロウにメッセンジャーにされてしまったウォリアーズの男が爆死する際、「あべし!!」と叫んだ。また、ゲーム『真・北斗無双』では原作最後のコマに当たるシーンで、悪党が爆死する際にこのセリフを叫んでいる。

### その他（序章）
長老
声 - 宮内幸平
第一話で登場するリンの村の長老。「その昔、中国より伝わる恐るべき暗殺拳」と、北斗神拳の解説役を務めた。『真・北斗無双』では下記のミスミと共に、他の老人キャラクターのグラフィック（マミヤの村の長老など）は彼の流用となっている。
ジード
声 - 蟹江栄司 / 柴田秀勝（86年劇場版） / 田中大文（PSゲーム） / 立木文彦（ウイルスキラー北斗の拳） / 金光宣明（真救世主伝説） / 宮坂俊蔵（北斗無双） / 森嶋秀太（DD北斗の拳2） / 土田大（LEGENDS ReVIVE）
バイクにまたがった暴徒集団Z（ジード）の首領。頭部に「Z-666」の刺青がある。水と食料を狙って村や旅人への襲撃を繰り返し、女子供にも容赦しない。ある村を襲った際にリンを人質にとって降伏を迫るも、そこに偶然捕らわれていたケンシロウに「北斗百裂拳」を喰らい死亡した。
テレビアニメの第一話のエンディングでは「Zの頭」とだけ表示されている。また、2008年劇場版『ケンシロウ伝』にもエンディング寸前で登場する。
『銀の聖者』にも登場し、トキの奇跡の村を襲撃するが撃退されている。
ミスミ
声 - 槐柳二 / 平井啓二（真・北斗無双） / 松山鷹志（DD北斗の拳2）
種もみを持って荒野を徘徊していた老人。今日の食料よりも明日の貯えにと、畑を耕し種籾を蒔き育てることで争いごとをなくすことを望み、作物が収穫できたら悪漢たちにも分け与えるつもりだった。だが、スペードの凶刃により死亡した。墓前には、その生き方に感銘を受けたケンシロウが彼の種籾を蒔いた。
アニメ版では「スミス爺さん」と名前が変わっている。『真・北斗無双』では、他のモブの老人キャラクター（アミバに秘孔を突かれた老人など）のグラフィックは、ほとんど上記の長老と共に彼のグラフィックを流用している。
『DD北斗の拳2』では「タネもみ先生」として登場している。
ジョニー
声 - 沢木郁也
砂漠の中のオアシスで「ROB BAR」というレストランバーを経営する食料交換の仲介業者。荒くれ者に絡まれていた所をケンシロウに助けてもらったことで知り合いになる。メチルアルコールを酒と間違って客に勧めることがあるが、ケンシロウにオアシスの状況やGOLANの恐ろしさを伝えるなど親切な一面もある。ケンシロウがジャッカルを追撃する時にトヨが保護していた孤児たちを預かってほしいと頼まれるが、断ったので額の秘孔を突かれ「一か月後に死ぬ」と言われ、やむなく孤児たちの面倒を見ることとした後、帰還したケンシロウにすがり寄る。
アニメ版では原作より親切な性格になり、犬好きという設定が追加された。また、一人でケンシロウを追ったリンを助けるためにバットと共にゴッドアーミー本部まで手榴弾を積んだ車で向かうなどして、ケンシロウの手助けもしている（彼自身、食料で荒くれ者を雇ってカーネルを襲撃させるなど、反抗の意志はあった模様）。また、ケンシロウのことを人間的な面でも信用していることを表すセリフもあった。メチルアルコールの件と額の秘孔を突かれた件はカットされ、カーネル戦後は登場していない。
『真・北斗無双』では彼の登場するシーンが丸々カットされており、ケンシロウたちが村に入ってすぐ、リンたちの入った護送車が目の前を横切るという展開になっている。それに伴いGOLANの説明はバットが代わりに行っている。
大男
声 - 吉原丈二
ジョニーの店を襲ってタダ飯を食おうとした大男。片腕でジープを叩き潰すほどの体格と怪力を持つ。ケンシロウの「北斗剛筋分断脚」で腕の力を大幅に減らされてしまい、「これからはまともに働いて食うんだな」と諭され、泣きながら去っていった。原作とアニメでは名無しのキャラクターだったが、『北斗の拳ONLINE』にて「ブロウ」という名前が付けられている。
リマ
声 - 江森浩子
GOLANに誘拐された少女。目の前で父親（アニメでは両親）を殺されてしまい錯乱状態になるが、ケンシロウに心を落ち着かせるための秘孔・定神を押され、気を失った。アニメでは後にジョニーのバーで目を覚ましている。
ケイ
GOLANに誘拐された女性。助けに来た夫の前で、GOLAN部隊長に妻になるよう強要されたが、ケンシロウの活躍で夫ともども助かる。
トヨ
声 - 鈴木れい子 / 達依久子（PSゲーム） / 藤生聖子（真救世主伝説） / 山中まどか（真・北斗無双） / 種﨑敦美（DD北斗の拳2）
身寄りのない子供たちの面倒を見る老女。バットを息子のように育てる。井戸が枯れたことで多くの村人が離れる中、厚い岩盤の下に水脈があることを信じ、水を掘りあてることを諦めなかった。精一杯元気に振る舞っていたが、子供たちのことを優先しそちらに自分の分の食料や水を割り当てていたため、実は体力が衰えており、後述のタキにも「あれじゃぁおばちゃんが死んじゃうよ」と心配されていた。バットが連れてきたケンシロウの力によって村に待望の湧き水が出るが、その後ケンシロウが旅立った矢先にジャッカル一味の襲撃を受けてしまう。銃で応戦するもジャッカルの知恵比べに負けて叶わず、ジャッカルが仕掛けたダイナマイトから子供たちを守るためにその身を犠牲にして死亡する。最期はケンシロウに促されたバットに「お母さん」（テレビアニメ版では「おばさん」）と呼びかけられ、安堵の表情を浮かべて息を引き取った。この一件でケンシロウは激怒し、ジャッカル一味の殲滅を決意することになる。バットとはお互い口では悪く言っていたが、本当は実の親子のような絆で結ばれていた。
トヨの死はバットの精神的成長にも大きな影響を与えており、最終章ではバットが瀕死の重傷を負いながら彼女のことを回想している。
その慈愛に満ちた精神から、ケンシロウが劇中初めて丁寧な言葉遣いで接したほどの人物。
『ラオウ伝 殉愛の章』では、名前がマーサに変更。ジャッカル一味の襲撃は聖帝軍による子供狩りに変更され、その最中にバットと再会する。聖帝軍崩壊後も生存しており、バットに食料を渡し、彼の旅立ちをカイトたちと共に見送った。
タキ
声 - 頓宮恭子 / 吉竹範子（PSゲーム） / 青山桐子（真救世主伝説） / 川名真知子（真・北斗無双）
トヨが面倒を見る子供の一人。年齢は7歳。村の井戸掘りの手助けをしてくれる人捜しのために過酷な砂漠の旅を続け、紫外線の影響で一時的に視力を失う。偶然再会したバットと共にケンシロウを連れて村に戻るが、トヨに水を飲ませたい一心で隣の村から水を盗もうとして、バットいわく、恐ろしいことで有名な水場の番人に殺されてしまう。
テレビ版ではバットと2人で水を盗みに出かけ、その帰路を賊に襲われ危ないところをケンシロウに救われて存命している。
『ラオウ伝 殉愛の章』では、名前がカイトに変更。子供狩りの聖帝軍を相手にしているケンシロウの腕中におり、後にバット、リンと共に、マーサの村に戻り存命している。

#### アニメオリジナルキャラクター
ペル
リンの飼い犬。リンの後を離れず、ときには遭難しそうになったリンを救ったこともある。第70話を最後に登場しなくなる。
サム
声 - 塩沢兼人
パトラの館の近くにある村の青年。村から婚約者のミカと逃げ出したが、ミカの父親に彼女を連れ戻されてしまう。そして、ドラゴン主催の人身売買場でミカを助けに乗り込んだ。
ミカ
サムの婚約者。弟にはジローがいる。パトラの貢物にされそうになったので、サムと共に逃亡するが失敗する。後にパトラの館に連れて行かれるが、ケンシロウに救出される。
デュラン
声 - 野田圭一
ケンシロウたちが立ち寄った村にいた男。元ダンテ配下で殺人などを行ってきたが、それを悔いた償いに村人に尽くすと決意して、医療行為などの善行に勤めていた。ダンテ配下の元同僚たちから「ケンシロウを殺さなければ、村人を殺す」と脅されて、やむなくケンシロウを火山に連れ出す。その後、彼を慕う少女・カンナがダンテの配下に捕われてしまい、彼女を自分の命と引き換えに守る。エンディングでの役名テロップはジュランと表記された。
カレン
声 - 三田ゆう子
ザリアの支配する村に住む女性。ザリアへの貢物を送った後でゴロツキにからまれるが、ケンシロウに助けられる。ザリアに操られてリンに催眠術をかけて大聖堂に行かせ、部屋に様子を見に来たバットを襲ったが、ケンシロウに術の呪縛を解かれて正気に戻る。その後、大聖堂で操られ人質となったリンを救出する。エンディングでの役名テロップはカリンと表記されていた。
セラ
声 - 小宮和枝
スネークとスコルピオが拮抗する村の郊外に住む少年。快活で気さくな性格で、街の悪党ともうまく折り合いをつける巧みな話術を持っている。初対面のリンに惚れていたらしい。
サキ
声 - 雨宮一美（第13、17 - 19、21話）→ 柴田由美子（第73話）
シンの宮殿でユリアの付き人を務めた女性。ユリアに献身的に仕えており、彼女の事情を知るとサザンクロスからの脱出に協力した。脱出は失敗したがサキがユリアの支えとなっていたこともあり、シンからは厳しくとがめられるもなく故郷に返されるという処置が与えられているが、この処置が後にバルコムたちの造反の引き金となる。廃墟となったサザンクロスでシンとユリアの墓参りを続けており、2人の墓を訪れたリュウガと少し会話を交わしている。
テムジナ
サキの兄。妹とユリアに賛同し、サザンクロスの解放を願っている。KING軍の攻撃を受けつつもケンシロウを探し出し、サザンクロスの場所を伝えて息絶えた。
ジェニファー
声 - 勝生真沙子
サザンクロス近郊にあったジーナ村の女戦士。ケンシロウたちと出会い、共にKING軍と果敢に戦った。ケンシロウにサザンクロスの場所を伝えるが、KING軍のトウダが指揮する南斗列車砲の大火力からケンたちを守るべく、自らが標的の囮になって散っていった。エンディングのテロップではジェニファと表記されている。
アルナ
ジェニファーの祖父。サザンクロスの場所を地図でケンシロウに教え、ケンシロウたちがジーナ村から出る際にバットとリンの安全のために手榴弾を与えた。
トヨの村の大人たち
以前はトヨの村で暮らしていたが、井戸から水が出なくなったので自分の子供たちを置いて村を出て行った人々。最後はウォリアーズを壊滅させたケンシロウと共に村に戻ってきた。原作では村に戻ってこないので、トヨの孤児たちはマミヤの村で暮らすことになる。

## 牙一族編からアミバ編まで

### 牙一族編

#### 牙一族
牙族長
声 - 渡部猛（テレビ、86年劇場版、PSゲーム） / 福原耕平（北斗無双） / 坂本頼光（DD北斗の拳） / 酒井敬幸（LEGENDS ReVIVE）
マミヤの村を狙う凶悪な盗賊集団・牙一族の族長。自らの肉体を鋼鉄の鎧と化す「華山角抵戯」の使い手。手下は全て自分の息子で彼らから「おやじ」と呼ばれ、彼らを「息子たち」と呼び一族の絆を尊重している。ただし自身が窮地に立たされると息子を捨て駒にして逃げようとした上に、「わしがいれば代わりはいくらでも作れる」とも発言している。
息子たちが大勢殺された復讐をするため、レイの妹・アイリとマミヤを人質にしてケンシロウとレイとを闘わせようと図るも2人の作戦にはまり失敗する。華山角抵戯の奥義「華山鋼鎧呼法」で肉体を鋼鉄の鎧と化してケンシロウに戦いを挑むが、秘孔「大胸筋」を突かれて防御力を無効化されると、降参するふりをして騙し討ちしようとしたが、爆弾が手から離れなくなって右腕を吹き飛ばしたうえ、最期は「岩山両斬波」で頭を割られて絶命した。
テレビアニメでは岩山両斬波の後に「うわぁ〜、た〜、べ〜!」という叫び声と共に溶岩に落ちていくシーンが追加されている。
映画版では人里離れた山奥に一族だけで大人しく暮らす部落の長として登場。侵攻してきた拳王軍に対して自分たちの部落を守るために戦いを挑むなど、原作・テレビアニメのような悪党ではなかった。ラオウに秘孔「大胸筋」を突かれ「北斗剛掌波」で吹き飛ばされる。なおも自分の体の頑強さを誇示しようとしたが、体がひび割れていき、粉々に砕け散って死亡した。
名前はメディアによって異なり、原作では「牙一族・族長」、アニメやゲーム『世紀末救世主伝説』などでは「牙大王」、パチンコやアプリ版『真・北斗無双』などでは「牙親父」、オフィシャルウェブサイトでは「牙族長」となっている。
ケマダ
声 - 兼本新吾
牙一族の幹部で灰青色の毛皮を着ている。名前はアニメ版のもの。マミヤの弟のコウを惨殺し、マミヤの涙を見たケンシロウとレイの怒りを買い、仲間たちと共に「華山群狼拳」で挑むも返り討ちにされる。ケンシロウの北斗千手壊拳を喰らった直後、ケンシロウに余命5秒（アニメでは7秒）と宣告を受け「5秒なんて嫌」と発言した結果、レイによって即座に切断され、バラバラになった肉片が爆発した。
見張りの男
マミヤの村を双眼鏡で見張っていた牙一族の男。スキンヘッドに毛皮の鉢巻きを付け、大柄な体格をしている。突如現れたケンシロウに秘孔・新伏免を突かれ、牙一族の本隊の居場所を聞かれて答えた後に「一歩でも動いたら、ボンだ」と忠告された。しかし、その忠告を無視して動いたことで爆死した。
ケマダがコウを殺害したあとにコウのネックレスを奪ったのは原作では彼だが、アニメではケマダが奪っている。そのネックレスは原作、アニメ共にケンシロウに奪還された。
マダラ
声 - 東條大輔（PSゲーム） / 下山吉光（LEGENDS ReVIVE）
牙一族の中で最も野獣に近い男。ほぼ半獣半人のような奇怪な容姿で、巨大な牙に裂けた口、巨体と尋常ではないスピードを持つ怪物。理性などは全くないようで本能で行動する。ケンシロウの死の香りに怯えて暴走、狂ったように戦いを挑むも簡単に屠られた。
アニメでは、普段は足枷を付けられたり、移動の際は檻に入れられるなど、凶暴性の高さが強調されている。あまりの速さで身体が分かれて見える「崋山分裂拳」という技を使い、「北斗破顔拳」で倒された。また原作と異なり、片言だが言葉を話せる。
ギバラ
アニメオリジナルキャラクター。ケマダの弟。パンダのぬいぐるみが好き。ケンシロウたちに対してケマダの復讐戦を挑むも返り討ちにされた。最期はケンシロウたちのために自ら用意した棺桶に入ってしまい、直後にレイの南斗水鳥拳で棺桶ごと切り刻まれた。
ゴジバ
声 - 田中康郎
緑色の毛皮を着用した男。牙族長曰く「息子の中で一番の切れ者」。名前はアニメ版のもの。人質が捕われているのを良い事にケンシロウに対して挑発的な態度で脅しにかかるが、「汚ねぇツラ近づけるな」と言われ、すぐさま連撃を叩き込まれて爆死した。またアニメ版では牙一族の最高幹部的存在になり、手下たちを率いて、近隣の村を襲撃したり、暴れまわるマダラを集団で鎖を使って押さえつけようとする場面も追加された。瞬間移動のように素早く現れては消えるという特技を持つ。

#### その他（牙一族編からアミバ編まで）
十字剣ヌンチャクの使い手
女装したレイを仲間と共に追っていたが、レイが男だと分かると仲間を嗾ける。しかし南斗水鳥拳で逆に返り討ちにされ、自身も両腕を切られ、顔を八つ裂きにされた。死後、食料も奪われる。
マミヤ
声 - 藤田淑子 / 進藤尚美（北斗無双） / 堀江由衣（DD北斗の拳） / 川庄美雪（北斗が如く） / 生天目仁美（LEGENDS ReVIVE） / 奈波果林（Fit Boxing）
美しき容姿を持つ女戦士で、自身が育った村を守るリーダー。後に南斗水鳥拳のレイが命懸けで愛した女性でもある。
顔がユリアに瓜二つであり、ユリアを知るケンシロウですら一瞬戸惑わせ、トキにも「本当によく似ている。ラオウもあなたに逢ったらきっとびっくりするだろう」と言わせるほどである。
その美しい容姿から村人たちはマミヤの幸せな未来を信じて疑わないほどであったが、二十歳の誕生日に妖星のユダに襲われ、目の前で両親を殺された上に囚われの身となる。ユダは各地から美女を拉致しており、マミヤの左肩に消せない「UD（ユダ）」の焼印を押され、心身共に傷つけられた過去を持つ。ユダのもとから逃走し生還したマミヤは、女であることを捨てて、村を守るための戦いに奔走する。
ボウガンや刃を仕込んだヨーヨー、さらに鋼製の娥媚刺（がびし）などさまざまな武器を用いて、戦士として活躍を続けた。牙一族の襲撃で、弟のコウが人質に捕えられた際に私情を殺して見殺しにするなど、村を守るリーダーとして人前では冷徹さも備えるようになるも、一人になると両親の墓の前では辛さのあまり涙を流した。
リンから誰か愛する人はいないのか問われるも「いないわ」と答え、人前では「女を捨てた」と言うものの、長旅を経て村にやって来たリンを風呂に入れてやるなどの心優しさや、レイに服を切り裂かれ人前で裸にされた時反射的に胸を隠すなど、女性的な本能は損なわれていない。
ケンシロウやレイと出会い、その行動目的を理解すると村を離れて旅路に同行するようになる。また、ケンシロウに惹かれドレス姿を披露してみるも、ケンシロウがユリア一筋で眉一つ動かすことはなく片思いに終わる。
トキの救出後にはマミヤが「死兆星」が見ていることが判明する。最初はマミヤはラオウに殺される運命かのように話は動くものの、彼女の過去が明かされると、ユダがマミヤの「死の運命」の鍵を握っていることが判明する。
マミヤの村で、ラオウによってマミヤが殺されそうになった寸前、レイがラオウに「マミヤを、その女だけは殺さないでくれ」と哀願する。ラオウにその心中を問われた時「マミヤは俺に愛を教えてくれた、ただ一人の女だ」と、それまで秘められていたレイの告白を受け、マミヤは初めてレイの想いが自身に向いていたことを知る。
ラオウに秘孔をつかれ余命3日となったレイの身体の痛みを緩和させる薬を探すために、一人でメディスンシティに向かうも町を支配していたガルフに囚われ、後を追ってきたレイとケンシロウに救出される。救出直後、マミヤの肩の焼印から彼女の過去を知ったレイは、その余命を費やしてマミヤの死の運命の鍵を握るユダを倒して、自身の最期を飾ろうとする。
その後、レイはユダを倒しマミヤの死兆星を消し去ることで彼女への愛を表現した。しかし、ユダを倒したレイの余命も幾許もなく、マミヤに別れを告げ立ち去ろうとする。レイを追おうとするマミヤに「お前にだけは無様な死に方を見せたくない」と強い口調で告げられ、マミヤはレイの肩当てを抱きしめ涙しながらその場に留まり、一人で小屋に入るレイの別れを惜しんだ。
その後は引き続き村に留まり、自分の村に建てたレイの墓を見守りながら暮らしている。アニメ版ではレイの墓の下に自身の武器を封印していた。
レイの死後からしばらく出番はなかったがラオウの死後に再登場し、天帝編ではアインの愛娘アスカを預かることになる（通算話 第114話）。この時期以降の服装は以前より女性らしくしている。
終章にも登場し、ケンシロウに「バットが結婚寸前で愛するリンを思い、リンの秘孔をついて彼女の記憶を消した」ことと、「長年ケンシロウを愛してきたリンの想いを受け止めてほしい」と嘆願するもの受容されず、立ち去ったケンシロウは旅の途中で身体に異変を起こし自身の記憶を無くす。そして、記憶をなくしたケンシロウに代わりバットと共に奔走し、ボルゲに恨みを持たれているケンシロウの代わりにバットがボルゲを足止めしようとするも捕らわれ、彼が窮地に立たされた寸前に、バットと一緒に死ぬつもりでボウガンで背後からボルゲを討とうとするも、全く太刀打ちはできず逆にボルゲに捕らわれ、ボルゲに2人とも殺されると悟ったマミヤは、バットをボウガンで安楽死させようとするが、寸前の所で記憶の戻ったケンシロウが現れバットと共に救出された。ボルゲとの死闘で瀕死になったバットの最期をリンと見届けた後、ケンシロウがマミヤたちに別れを告げる。ケンシロウが立ち去った後バットの心臓が再び動き出し、バットが息絶える直前にケンシロウが秘孔をついていたことが分かると、安堵で涙した。
レイがユダを倒したことにより、作中の人物で唯一と言って良い「死兆星」の死の宿命から逃れて生き残った人物となった。
『銀の聖者 北斗の拳 トキ外伝』では、レイの生き様はマミヤの心を動かし、終生レイの愛を胸に生きたと明かされており、『彷徨の雲北斗の拳 ジュウザ外伝』『北斗無双』でも、マミヤがレイを愛していたことを明かされている。
バット、リンと共に最終回まで登場した数少ない登場人物の一人であり、作中全体としても重要人物の一人として登場している。
アニメ『北斗の拳』第2部風雲竜虎編では、エンディングのクレジットは第1部のユリアと同じくケンシロウの隣となっており、実質的にヒロインの扱いであった。
戦闘の描写はケンシロウたちのように超人的な肉体を駆使して戦うというものではなく、ヨーヨーやボウガンなどの武器を使っている。ケンシロウやレイの強さには到底及ばないが、牙一族編では膝蹴りで、メディスンシティーではハイヒールのブーツ越しの蹴りでガルフの部下を倒すといった描写があり、足技や脚力では常人よりも秀でている。また、牙一族によりナイフ投げの標的にされた際には、体を縛られながらもナイフの軌道を見抜いて避けており、動体視力もそれなりにある。
アニメではケンシロウやレイとともにザコを一蹴する描写が増えている。また、シーカーの部下も一人で蹴散らした。
ゲームでは『北斗の拳 世紀末救世主伝説』や対戦型格闘ゲーム『北斗の拳』などでプレイヤーキャラクターの1人として登場し、『北斗無双』でも武器と足技を駆使するキャラクターとして登場している。
『北斗の拳 (対戦型格闘ゲーム)|北斗の拳』では、唯一の女性キャラクターとして登場しており、レイとマミヤがお互いに一撃必殺技を当てると、原作シーンの特殊演出が入る。『北斗無双』では原作コミック同様の純白のコスチュームも使用可能で、敵からの攻撃で服が破れる演出がある。
先述の通りユリアと瓜二つということでケンシロウは初見で動揺し、トキもそのことで「ラオウも驚くだろう」と評したほどだが、ラオウはマミヤの容姿に驚く描写はなかった。対戦型格闘ゲームおよび『北斗無双』ではシンからも「お前、ユリアに似ているな」と言われた。また、『真・北斗無双』の幻闘編ジュウザの章では、ジュウザはマミヤと対面時に口にこそ出さなかったものの、ユリアと似た彼女に驚きを抱いていた。
マミヤの村の長老
声 - あずさ欣平
トヨの孤児たちを引き取りたいと現れ、ケンシロウが牙一族に対する用心棒となることを条件にマミヤの村へと案内した老人。マミヤが「村人たちの先頭に立つリーダー」であるのに対し、こちらは「村人たちを温かく見守る長老」であり、マミヤも一目置いていた。牙一族編ではマミヤの村が誕生した経緯を、ユダ編では彼女とユダの因縁をケンシロウたちに説明した。
天帝編ではケンシロウやレイたちの物語を彫刻にして後世に残そうとしていたが、天帝の威を借りたジャコウの命を受けたファルコに彫刻ごと殺された。
アニメでは初登場シーンが村の若者たちをケンシロウが助け、その村へ案内するという形になっている。また、殺害したのがファルコではなくソリアとなっている。
コウ
声 - 堀川亮 / 進藤尚美（PSゲーム）
マミヤの弟。15歳の誕生日に、隣の村に食料の交換をして自分の村に帰る途中で牙一族に捕まってしまう。そして、マミヤや村人たちの前で痛めつけられた末、惨殺される。しかし、マミヤや村人たちに迷惑をかけないよう最後まで助けを求めないばかりか、牙一族に対し「さっさと殺せ」とまで言い放つなど、自分のことよりマミヤや村のことを案じる、勇敢で心優しい性格であった。
死後、身に着けていたペンダントを牙一族に奪われるが、ケンシロウやレイの活躍でペンダントはマミヤのもとに戻った。その後、レイがラオウに挑んで返り討ちにされた際、それに呼応するかのようにマミヤが身に着けていたペンダントは千切れた。
アニメではマミヤの誕生日のケーキに飾る野苺を採りに行った所を牙一族に捕まった。また、原作に比べると顔つきが凛々しくなっている。
漫画版『DD北斗の拳』では成長した姿で登場。
デスバトルの不敗チャンプ
かつて地下組織の中で発展したデスバトルの不敗のチャンピオンだった野盗のボス。食料一ヶ月分という大枚をはたいてまでアイリを買ったらしいが、部下を牙一族に殺された上に、牙大王の頭突きにより頭を潰されて死亡する。
アイリ
声 - 安藤ありさ（テレビ、86年劇場版） / 満仲由紀子（PSゲーム） / 庄司宇芽香（北斗無双） / 佐藤聡美（DD北斗の拳） / 白石涼子（北斗が如く） / 榎本温子（LEGENDS ReVIVE）
レイの実妹。美しい容姿を持っていたが故に、結婚式直前にジャギによって両親と婚約者はおろか、村人全員を惨殺された末に誘拐される。その後は奴隷として転売され、惨い目に遭い続けた。幸せの絶頂から奈落の底へと突き落とされ、生きることに絶望して自ら目に薬を浴びて光を失う。いつしか心も閉ざしてしまい抗う術も知らず、主人に従順な人形に成り下がってしまった。長い間、絶望を彷徨い続けたが、牙一族に人質として妹を必死に探し続けた兄・レイと再会する。兄を苦しませぬために舌を噛んで自決しようとしたが、ケンシロウとレイの協力により助け出され、ようやく人間らしさを取り戻すようになる。また失った視力もケンシロウが秘孔を突き、元通りに回復した。
作中ではか弱い女性として描かれていたが、拳王軍にマミヤの村が侵攻された際にリンの勇気に触発されると、自らもボウガンを手に、兄の手を離れ自分の意志を持つ一人の人間として戦うことを決意。兄のレイもアイリの意志を聞き、「周囲の風に流され、人形のようにしか生きられなかったる人間」から「兄の手を離れ自分の意志で生き死んで行く人間」と自分の手から完全に離れたことを認めた。それ以前にも、自分のために苦しむレイを救おうと自ら死を選ぼうとする覚悟を見せており、勇気や逞しさは持っている。レイの死後はマミヤの村に残り、共に暮らしている。
レイが持ち歩いているケープは彼女が結婚式の際に身につけるはずだったものである。
テレビアニメではピンク色の髪だったが、1986年劇場版では兄レイと同じく青系統のカラーリングに変更された。『真・北斗無双』では金髪。
『真・北斗無双』の幻闘編ジャギの章では、ケンシロウを騙るべく胸に七つの傷を付け、ユリアを失ったケンシロウの逆を行くかのごとく村々を襲っては美女を探していたジャギにより、両親と婚約者を殺されてその身を奪われるが、直後にレイを苦しめようと現れたユダに連れ去られる。この時ユダからレイが死んだとの虚偽を伝えられたことから、それから数日後にユダの行いに怒り乗り込んできたジャギが彼女のもとにたどり着いた際には既に自らの目の光を奪っており、顔もやつれてジャギから「使い物にならねえ」と言われた。しかし、これに怒って殺意を露わにしたジャギに対し、自分を愛してくれる人がもういないなら、ようやく望んでいた通りに死ねると言ったことが愛を否定するジャギをさらに苛立たせ、ユダの居城から連れ出された。

### ジャギ編
ジャギの部下
声 - 田中康郎 / 園部好德（真救世主伝説）
ケンシロウの悪評を広める一環として、ジャギの彫像を見せて名前が答えられなかった者の首をノコギリで切断していた。通りかかったケンシロウにノコを引かせようとしたが、逆に自分の頭をノコで割られる。しかしまだ生きており、ケンに「おれじゃないるれ」と言うも、そのままノコを引かれて死亡した。
旧劇場版ではレイにノコを刺されたが、原作同様しばらく生きており、自分の頭にノコが刺さっていることに気付いて「俺じゃねぇ〜よぉ！」と叫んで絶命した。なお、『真救世主伝説』にも彼と思わしき人物が登場していたが、こちらは拳王軍配下となっているほか、武器がノコでなくシミター（三日月刀）に変更されている。
ギサツ
声 - 沢木郁也
ジャギの部下で仲間からは「あにき」と呼ばれていた。「ジャギ様から奪い取った」という自称北斗神拳でケンシロウに挑むもあっさり敗北、地面に埋められ、これまで虐げられていた住人に引き渡された。
アニメではガイラという名前の鉄仮面がギサツの役割を果たす。ケンシロウに肘打ちで鼻を折られながらも彼のこめかみを親指で突き、「ケンシロウの秘孔を突いた」「お前はもう死んでいる」と豪語したが、ケンに「何秒後だ…?」と聞かれて、10秒数えた所で自身が爆死した。また地面に埋められる人物は別に登場している。
大男
声 - 佐藤正治
街で女を追いかけ回していた暴漢。その女を横取りしたジャギから「俺の名を言ってみろ」と問われ、「知っているとも」と嘘をついたことでジャギに実弾を入れた銃を向けられる。弾は不発であったが、あまりの恐怖でショック死してしまった。
マコ / アキ
声（マコ） - 川島千代子 / 進藤尚美（PSゲーム）
声（アキ） - 山田栄子 / 山下亜矢香（PSゲーム） / 種﨑敦美（DD北斗の拳）
ジャギ一味がいた街で暮らしていた兄弟。足が不自由なほうが兄のマコ、弟がアキである。
兄弟助け合って暮らしていたが、弟のアキが足の不自由な兄を献身的に助ける姿を見たジャギの身勝手な怒りにより、砂漠に足枷を付けられて放置され殺されてしまう。死の間際にアキはケンシロウと出会い、ケンの怒りを激増させるに至った。アキを殺されたマコは、ジャギが名を偽っていたケンシロウに怒りを向け矢を放つ。ケンシロウも「撃て！撃つがいい」とあえて矢を肉体に受けた。この矢は最終的にケンシロウの手によりジャギに刺さることになる。
アニメではマコは病弱となっており、ジャギの突いた秘孔「頭芯命」によるマインドコントロールでケンシロウを殺そうとするという展開に変更されていたが、最終的にケンによって救われる。また、アキは死亡に至らずケンシロウに救出されている。

### アミバ編
ハブ / ギュウキ / ネバダ
声（ハブ） - 永井一郎 / 茶風林（PSゲーム）
声（ギュウキ） - 岡和男 / 江川央生（PSゲーム）
声（ネバダ） - 野島昭生
アミバが秘孔を突いたことにより超人的な身体能力を得た者たち。テレビアニメ版では、この3人のほかゴウダ、ゴウムといった部下も登場する。詳細は拳王軍を参照。
ハブはアミバの副官で、アミバの秘孔実験用の人間（デク）を手に入れる木人形狩り隊の隊長を務める小柄な男。常人をはるかに超える跳躍力で、猿のような俊敏な動きが可能となった「野猿牙殺拳」の使い手。
ギュウキは怪力の巨漢。ハブと共にアミバの秘孔実験用人間の拉致部隊として行動する。
原作ではケンシロウと戦う前に「かつてプロレスラーを絞め殺したという男」が乱入し、それを退けた後に改めてケンシロウと戦うが、アニメではそれらは省略されている。また原作ではケンシロウの台詞が「さあ来い、ハゲ」であったが、アニメ版では「来な、海坊主」に変更されている。
ネバダは原作では単にレイにやられている雑魚であり、キャラクターの掘り下げはない。一方、アニメ版では「かつてレイと共に南斗聖拳を学んだ同門の男だが、修行時代からいつもアミバとつるんで悪事ばかり働いていた」という設定が追加されている。それにより、ネバダと鉢合わせたレイがアミバの所在に勘付き、化けていたトキの正体をレイが看破する展開が描かれている。
ユウ
声 - 江森浩子 / 進藤尚美（PSゲーム）
原因不明の腹痛で苦しんでいた少年。両親と共にアミバの治療を受けに来たが、死に至る秘孔を突かれて死亡する（ただしアミバは、「既に手遅れだったので、安らかに死なせてやった」とうそぶいている）。また、ケンシロウとの対決中に父親はアミバに激振孔を突かれて死亡。母親は人質として利用されるが命は助かった。
アニメでは行き倒れのリンを保護し行動を共にするシーンが加わっている。さらに、ケンシロウが救命の秘孔を突いたため、一命を取り留めたという展開に変更されている。
エラリー
声 - 八奈見乗児
名前はアニメ版より。トキの情報を得るべく旅を続けていたケンシロウたちが訪れた町のバーの主人。店先でゲルツとヘイスタックが殴り合っていて商品を必死で守っている時に、平然とした態度で訪れたケンシロウたちを気に入り、夜にケンシロウたちが店から去るときは「会ったらまた話がしたい」と告げ、無償で酒をあげた。なお原作では酒をあげたエピソードはない。
ゲルツ
声 - 郷里大輔
ケンシロウが偶然訪れたエラリーの店先で暴れていた大男。名前はアニメ版から付けられた。アミバによって3日で死ぬ秘孔を突かれたために奇跡（トキ）の村を命からがら逃げ出すが、刻一刻と迫る死の恐怖による狂乱から大暴れして、ヘイスタックと殴り合っていた所をケンシロウに諌められ、トキ（アミバ）のことを話した後で助けを求めるも時すでに遅く、顎が裂けて爆死した。
ヘイスタック
声 - 田中康郎
ゲルツに喧嘩を売られて殴られていた大男。ケンシロウに救いを求め、一度は断られたが結局は助けられた。名前はアニメ版から付けられた。
大男
ケンシロウがギュウキと腕相撲をしようとした際「俺が先だ」と言って割り込んだ、頭にターバンを巻いた力自慢の男。過去にプロレスラーを絞め殺したことがあると豪語している。食料一か月分という賞品に目がくらみ、台に電動ノコギリが仕込まれているとは知らずにギュウキに挑んだ挙句に敗北し、腕を切断されてしまった。アニメでは未登場。
元ヘビー級チャンプ
アミバを倒すために木人形狩り隊にわざと連行された男。本人曰くパンチは時速200キロ、1トンの岩をも砕くという。アミバにより瞬時に秘孔を突かれ、そのまま人体実験により死亡した。

## カサンドラ編からラオウとの決着まで

### 拳王軍
拳王ことラオウが自分の野望を実現すべく組織した軍団。

### 北斗神拳の関係者
リュウケン
声 - 千葉順二（第5、30 - 32、37、43 - 44、48、98話）→槐柳二（第100話）、戸谷公次（青年時代） / 北村弘一（実写映画版吹き替え） / 大塚周夫（真救世主伝説） / 斧アツシ（天の覇王） / 田中秀幸（真・北斗無双） / 神谷明（DD北斗の拳） / 町田政則（LEGENDS ReVIVE）
北斗神拳先代（第63代）伝承者。
別シリーズの『蒼天の拳』の設定では、第62代伝承者霞拳志郎の（腹違いの）弟で、かつては霞羅門という名前だった（『北斗の拳』ではこれらの設定は登場しない）。
継子に恵まれず4人の養子をとり、ラオウ、トキ、ジャギ、ケンシロウの師父となる。
ジャギを除き、リュウケンが育てたラオウ、トキ、ケンシロウの三兄弟によって、北斗神拳は最強の時代を迎えていたが、先代伝承者の務めとして、潜在能力の高さと北斗宗家の血筋もあり（『真救世主伝説』ではケンシロウの人間性を見込んで）、次代の北斗神拳伝承者にケンシロウを選ぶ。しかし長兄ラオウは天を握る覇者としての野望を捨てず、リュウケンは一子相伝の北斗の掟に従い、その拳を封じようとする。師弟の闘いは、リュウケンがラオウに教えていなかった奥義「七星点心」で優位に進め、ラオウをあと一歩まで追いつめるが、老いと病から突然の発作を起こし、倒す腕はありながらも返り討ちに遭い、無念の最期を遂げる。
なお、2人の戦いを知ったトキは勝負を止めようとしたが間に合わなかった。その後、トキはリュウケンの名誉を汚さぬよう亡骸を密かに埋葬して「病死」であったとケンシロウに告げたために、トキに再会するまでの間、ケンシロウやシンも含めた北斗の関係者は全員「リュウケンは病死」だと信じていた。また、ケンシロウはユリアと共に旅立とうとしていた日にリュウケンの墓へ報告へ出向いたが、直後に現れた悪に堕ちたシンによってその墓は蹴倒された。
先代伝承者として拳の才気も高く、壮年の頃には、魔界の入り口に立ち北斗神拳に闘いを挑んできた北斗琉拳のジュウケイを倒して正気に戻させた挿話もある。
晩年は優しい人柄であるのが分かるが、若い頃は冷徹で優しさを見せない性格であり、ラオウとトキのどちらかを伝承者の素質がなければ見殺しにする気であり、幼少期のケンシロウにさえも、その態度をとっていた。
リュウケンは「七星点心」に見られるような「柔の拳」を得意としていた。
コウリュウ
声 - 柴田秀勝、田中亮一（青年時代） / 木村雅史（激打2）/ 矢部雅史（DD北斗の拳） / 坂本頼光（DD北斗の拳2） / 藤原貴弘（LEGENDS ReVIVE）
かつてリュウケンと龍虎と並び称され、リュウケン以上の腕を持ちながら、一子相伝の宿命から伝承者の座を彼に譲って隠遁した拳士。実の兄弟のように育ったリュウケンの拳を封じる（倒す）ことを拒み、自ら伝承者候補から降りた。
ケンシロウとの闘いで傷を負ったラオウに、その傷の回復具合を計るための相手として選ばれる。ラオウの底知れぬ強さを感じたコウリュウは何としても彼を倒すために奥義「七星抹殺」によって相打ちを狙うが、力及ばずラオウの剛拳の前に散った。ラオウをして「さすがに強い」と言わしめる実力者だった。死の間際に「北斗最強の時代」を予言し、「なぜ伝承者足り得るラオウ、トキ、ケンシロウの3人を同じ時代に生んだのか。別々の時代に生まれれば、いずれも素晴らしい伝承者になったであろうに」と天を恨んだ。その後、ラオウはコウリュウの亡骸の横に彼が作った仏像を供え、敬意を表した。一子相伝を守り、2人いる息子には北斗神拳を伝えていなかった。
タイピングソフト『激打2』では原作と違い、死に方が異なっている。
ゼンギョウ
声 - 西村知道
コウリュウ親子に仕える男。コウリュウがラオウに殺されたことをケンシロウに伝えた。その後、ケンシロウとトキが北斗天帰掌の構えの後、手合わせをするのを目撃する。
原作とアニメ版では姿形が異なり、アニメでは忍者のような格好をしており、身のこなしが素早い。
ゼウスとアウス
声 - 平野正人（ゼウス） / 大塚芳忠（アウス）
コウリュウの2人の息子で、アニメ版で名前が付いた。コウリュウを倒したラオウに2人がかりで敵討ちを挑むも、金棒の一撃が全く効かずに一蹴された。しかし、この兄弟の姿にラオウは自分とトキの姿を重ねたのか「兄弟ならそれぞれの道を歩むがよい」とその命を奪わなかった。
ココ
挿話の中で登場する少年時代のトキの飼い犬（アニメでは鳥）。悪質な狩人に獲物として殺されてしまうが、激怒したトキが狩人を袋叩きにした。
キム
声 - 難波圭一
北斗神拳伝承者候補として一度は修練場の門をくぐったが、リュウケンに才なきと判断されて、雪の降り積もる日に破門された少年。
修練場を去る途中で転倒したところを、見送りにきたケンシロウと会い、情けは無用と頬をはたくが、破門された悲しみとケンシロウの目に湛える深い哀しみから咽び泣く。最後は「お前と知り合えただけでよかった」と告げて帰って行った。
道場の門人
当時「鬼」と呼ばれていたフドウが北斗の寺院を襲撃したときに戦った者たち。8人ほどいるうち4人が死傷。これといった技を見せておらず、フドウの指一本で倒される。『銀の聖者 北斗の拳 トキ外伝』ではさらに多くの門人がいる。

### ユダの部下
ダガール
声 - 屋良有作（テレビ、格闘ゲーム） / 服巻浩司（PSゲーム） / 古澤徹（天の覇王） / 高橋伸也（DD北斗の拳） / 山崎たくみ（LEGENDS ReVIVE）
ユダの副官。口髭を生やし、片目に眼帯、西洋風の赤色の軍服を着用している。南斗聖拳の使い手（南斗一〇八派のうち、ユダ配下である二十三派の一人）。
ユダ軍閥のNo.2で軍事面を補佐しており、本拠地の留守を任されて、乗込んだケンシロウとレイにユダの不在を告げると余命僅かのレイを嘲笑。これがケンシロウの怒りを買い、秘孔の頸中から下扶突を突かれ、レイと同等の激痛を味わうことになる。実は主人のユダにも全く信用されておらず、ケンシロウの拳を見るための囮にされていた事実を知って逆上してユダに襲いかかるが、最期は南斗紅鶴拳によって、体を背中からアジの開きのように真っ二つに切断されて死亡。
本編ではケンシロウに襲いかかる際に構えを取る、狂乱しながら雑兵や鋼鉄製の扉を切り刻むなどの描写がなされていたが、『ラオウ外伝-天の覇王-』において、剣をも寸断する「南斗比翼拳」を披露して流派名が判明した。
北斗無双では彼自体は登場しないが、『真』にて「ユダの副官」という体術武将が彼の代わりに登場している。
コマク
声 - 千葉繁（テレビ、格闘ゲーム）
ユダの腹心。猿のような小男で、丸い色眼鏡をかけている。ダガールよりは信頼が置かれている。
主に諜報・謀略活動を担い、ユダとレイの決戦の最中には、上流のダムを決壊させて街に大量の水を流し、ユダの戦いが有利になる工作に従事した。ついでに村人も皆殺しにすべく、ダムの水に猛毒を仕込もうとした時にケンシロウが現れ、「試しに飲んでみろ」と秘孔を突かれて猛毒の瓶ごと飲み込んでしまう。慌てて喉に手を入れて吐き出そうとするも、「こんな所で出すんじゃない」と顔面を蹴り上げられ、自分の手が喉から首筋を突き破って絶命した。
アニメでは水に毒を盛る場面がカットされた代わりに、「鉱支猫牙拳」という拳法を使ってケンシロウに挑むが返り討ちにされて落下しながら爆死した。また、マミヤの誘拐要員として手下にゴーギャン、シカバがいる。
『北斗無双』ではダガール同様登場しないが、1作目と『真』共に彼の台詞をいうトゲ鎧武将が登場しており、『真』にて「ユダ側近」という名が付けられている。
ユダの部下

スキンヘッドの大男。中年に靴磨きをさせていた所に、ケンシロウに片手で持ち上げられた上に握力で頭蓋骨をきしまされる羽目となる。続けてユダの居城を訊ねられると即座に、仲間と共に居城の位置を即答して命乞いをするが「ぺがふ!」と言いながら壁に激しく叩き付けられた。
ゴーレム
声 - 広瀬正志
アニメオリジナルキャラクター。ブルダンの町（原作ではブルータウン）でユダのために美女狩りを行っていた。女たちを取り戻そうとする村の青年たちとともに来たケンシロウやレイと対峙、恐れをなした部下が次々逃げ出す中、最後まで残って意地を見せたが、ケンシロウに倒された。
ユダの影武者

アニメオリジナルキャラクター。ブルダンの町（原作ではブルータウン）にいたユダの変わり身。レイを侮辱したため、怒り狂ったレイに背景ごと細切れに切り刻まれる。

### サウザーの部下
ブル
声 - 郷里大輔
聖帝軍の隊長。名前はアニメより。部下を率いケンシロウを襲うが、突如現れたシュウに倒される。
『北斗の拳 イチゴ味』ではサウザーの侍従的ポジションとして、副官名義で登場する。
ベジとギジ
声 - 千葉繁（ベジ） / 平野正人（ギジ）
名前はアニメで付けられた。「ハイハイハイーッ!」の掛け声とともに互いに2本（合計4本）の投剣を投げあい、徐々に間合いをつめて相手を切り刻む「南斗双斬拳」の使い手である2人組。サウザーの行進を遮ったケンシロウに挑みかかるが、遠近感が狂う秘孔・児鳩胸（アニメ版では鳩胸）を突かれて互いの投剣を受け損なって絶命した。
正規軍志願の男
声 - 千葉繁 / ?（真救世主伝説）
サウザー編の最初期に登場した雑魚。子供を手土産として聖帝正規軍に入ろうと目論む。別の悪党がタカを攫うのを物陰から見ており、悪党が去った後に隠れ場所から出てきたタカの弟妹たちを根こそぎ連れ去ろうとしたところをケンシロウに止められ、持っていた散弾銃を向けるも顔に一撃を食らう。その後、散弾銃を拾い直し「殺してやる!殺して…」と言いかけたところで絶命した。アニメ版では先述の台詞を言い切った直後にケンシロウに「無駄だ、お前はもう死んでいる」と返され、直後に爆死している。
火炎放射の男
声 - 田中和実
火炎放射器を装備しておりモヒカン頭にサングラスというルックスで垂れ眉。視察に向かうサウザーの露払いとして民衆に道をあけて土下座するように命令し、土下座を怠った老人に「汚物は消毒だ〜!!」の台詞と共に火炎を浴びせて、隣にいた男もろとも焼き殺した。さらに「消毒」しようとしたところ、ケンシロウに火炎放射器を奪われ、「お前の言う通りだ、汚物は消毒すべきだな」と言われて自分が焼き殺された。
テレビアニメでは台詞が「この野郎、どかねぇか!!」に変更されており、またケンシロウの台詞も「お前が一番邪魔なんだ」に変更されている。『真救世主伝説』では「汚物は消毒だ〜!!」の台詞がある。
パチスロ北斗の拳にも登場している。対戦型格闘ゲーム『北斗の拳』では登場こそしていないが、サウザーの対ジャギの試合開始前デモで「汚物は消毒せねばならんな」というセリフがある。
『北斗の拳』の連載35周年を記念して行われた人気投票「国民総選挙」では、第15位にランクインしている。
ベルガ
声 - 佐藤正治
聖帝正規軍の指揮官。子供をさらうために村人を襲っていたところをケンシロウに発見され、シュウの南斗白鷺拳で刻まれた。
アニメ版では出番が増えており、大部隊を率いてケンシロウやシュウを迎え撃つが、全滅させられ、ベルガ自身も原作同様に倒された。また、不利に陥った際には逃走を図ろうとする小心な一面が見られた。
ガルザス
声 - 加藤正之
アニメオリジナルキャラクター。聖帝正規軍の部隊を数十名従えている。聖帝正規軍に入隊した直後の男にレジスタンスの隠し村の情報を聞き、直後にレジスタンスの男たちに襲撃されるが、騙し討ちを使って彼らを殺害。その後、男は老人と怪我人しかいない状況にあった隠し村を襲った。しかし、男はガルザスがケンシロウに向けて仕掛けた罠の存在に気づかず飛び込んで自滅（直前に男を捕らえたケンシロウが警告したが、無視してしまった）、彼も最後はレジスタンスの男たちを殺したことや村を襲ったことでケンシロウの怒りを買い、部隊諸共に粉砕される。
大男
声 - 戸谷公次
スキンヘッドに聖帝軍を示す十字の傷と髭がトレードマーク。シュウの魂の叫びに呼応して復活したケンシロウを相手に、自ら頭突きで岩を破壊して自慢の石頭を誇示するが、次の瞬間ケンシロウにその頭を一撃で叩き潰され死亡する。
2006年の劇場作品『ラオウ伝 殉愛の章』にも登場し、その時は岩を武器として使用したが、ケンシロウに岩ごと頭を叩き潰された。

### カサンドラ監獄の拳法家たち
ここでは、拳法の奥義を強奪された拳法家たちでウイグル配下以外の者を挙げる。
崇山通臂拳の伝承者
崇山通臂拳（すうざんつうひけん）の使い手。この名称の拳法は存在しないが、通臂拳という拳法は実在する。妻子と共にカサンドラに連行された挙句、ラオウに崇山通臂拳の極意書を強奪される。それで妻子ともども解放されるはずだったが、ラオウの詭弁によりそのままカサンドラに収監されることとなる。別の牢にいる妻と名を呼び合っていたが、妻が先に死んでしまったため自らも後を追う形で獄中死した。ここまでの経緯はカサンドラ監獄に収監されていたトキの弁で語られ、彼の回想シーンという形で描かれた。
テレビアニメでは、極意書を渡す相手がウイグルとなっている。収監されそうになると「約束が違う」として、カサンドラの兵士2人を一瞬で倒している。そしてアニメオリジナルキャラクターでウイグルの配下・ターゲルと戦うこととなるが、力及ばず黒掌十字拳で倒されている。
『天の覇王』の漫画版の最終回では、ラオウが行った拳法家から極意書を強奪していた件について「世紀末の中ではいつ失伝してもおかしくないので、集めた極意書をひとつにまとめて後世に残そうとした」と説明されている。
ベラ
声 - 戸田恵子
アニメオリジナルキャラクター。一子相伝の秘拳・蘭山紅拳（らんざんくれないけん）の伝承者。少女時代、父の遺言により女を捨て蘭山紅拳の伝承を決意。しかし、その後は母と共にカサンドラへ囚われの身となってしまう。母を人質に取られ、獄長ウイグルよりケンシロウの暗殺を命じられて戦いを挑むも、勝負はうやむやのまま終了。ケンシロウに女として生きるよう諭されるが、監視役のターゲルに母を目の前で殺され、ターゲルに立ち向かうも返り討ちに遭い非業の死を遂げた。

### サウザー編
オウガイ
声 - 大久保正信 / 江川央生（真・北斗無双） / 青山穣（LEGENDS ReVIVE）
南斗鳳凰拳先代伝承者。サウザーの師父。孤児であったサウザーを親身に育て、南斗鳳凰拳の次代伝承者として鍛えたが、南斗鳳凰拳の宿命によりサウザーの手で命を落とすことになる。情愛に満ちた心を持ち、拳法の指導者としての才も申し分なかったが、サウザーに課した最後の試練は結果として彼を大きく歪ませることになった。
原作では「お師さん」と呼ばれていたが、アニメでは「オウガイ先生」と呼ばれている。
『ラオウ伝 殉愛の章』ではオウガイとサウザーの過去について全く語られず、オウガイの陵墓である聖帝十字陵建設の意味も描かれなかった。
リョウ
声 - 江森浩子 / 石村知子（真救世主伝説）
聖帝サウザーに抵抗するシュウ率いる反帝軍のメンバーの息子。父親が持ち帰った食糧を食べたが、サウザーの罠によって毒が入っており、ケンシロウが秘孔を突くも手遅れで命を落とす。テレビアニメ版では、秘孔を突かれて蘇生している。
リゾ
声 - 西村知道 / 園部啓一（真救世主伝説）
かつて「仁星」のシュウと共に南斗聖拳を学んだ同門の男。聖碑を運ぶシュウの足の傷が広がるのを見かねて、サウザーに「せめて傷に包帯を巻くことを」と嘆願するが「お前とその家族全員の命を代償に許してやってよい」と返され、シュウに詫びるしかなかった。シュウに気持ちを汲まれて「今は、お前たちの心が動いただけで充分だ」、「その心が、いずれこの世に再び光をもたらすことであろう」と予言される。その言葉と懸命に聖碑を運ぶ姿に敵の兵士の一部までもが心を打たれる。
シバ
声 - 難波圭一 / 入野自由（真救世主伝説） / 桑島法子（真・北斗無双）
南斗六聖拳「仁星」のシュウの息子。バットより年下。シュウは幼い息子に「仁星」の宿命を背負わせるのを恐れ、南斗白鷺拳を伝授しようとはしなかった。
聖帝サウザーとの初戦で敗北し、深手を負って捕らわれたケンシロウを救出すべく、サウザーの世話係の少年奴隷に扮して単身敵中に潜入。最後は聖帝軍の執拗な追っ手を道連れにダイナマイトで自爆してケンシロウを救った。ケンシロウはかつて南斗十人組手の際にシュウに命を救われ、今度は息子のシバまでもが犠牲となったことを心から詫び、サウザー打倒を誓った。そのことを聞かされたシュウは息子を誇りに思い、彼の中にも「仁星」は息づいていたと褒称する。
アニメ版ではシバの登場場面が増えており、『ラオウ伝 殉愛の章』では内容の一部が変更されている。
タカ
声 - ?
誘拐した子供を差し出して聖帝正規軍入りを目指す悪党に、他の5人の弟妹を守るための犠牲としてさらわれた男の子。母親の案で木の箱に隠れている所を故意に発見されて連れていかれたが、その献身も空しく、別の悪党に弟妹たちは発見されてしまう。しかしケンシロウによって弟妹たちは助けられた。
原作ではタカのその後は不明だが、アニメ版ではケンシロウが最初の悪党を倒したらしく、母のもとへと帰ってくる場面が追加されている。
ターバンの少年
声 - 江森浩子 / 儀武ゆう子（北斗の拳 イチゴ味）
シュウを慕う少年。シュウを殺し、ケンシロウをも殺そうと聖帝十字陵を登るサウザーの足に、隠し持っていた釘のような凶器（アニメ版などではナイフ）を刺した。この行為に対してサウザーは怒るどころか「シュウへの愛が、こんなガキまで狂わす」と叫び、師オウガイのことを語り始めた。
アニメ版ではレムの名前が付けられている。
『北斗の拳 イチゴ味』ではターバンのガキとして、拳士に準じた役割で登場している。
『北斗の拳』の連載35周年を記念して行われた人気投票「国民総選挙」では、第16位にランクインしている。

### 南斗五車星編
トウ
声 - 土井美加、山本百合子（第83話の初登場時） / 甲斐田裕子（新OVA） / 釘宮理恵（DD北斗の拳）
南斗五車星の一星「海」のリハクの娘。父や他の五車星の拳士ともども“南斗聖拳最後の将”であるユリアを護る。
幼い頃よりラオウを一途に愛していた女性で、ラオウがユリアを求めて最後の将の都を急襲した際には、ユリアの影武者となって脱出する時間を稼ごうとする。その時にラオウへ愛を告白するが、受入れてもらえないことを悟るとラオウの短剣を奪って自ら胸を刺し自害する。ラオウの記憶の中で生き続けることを願った行動であったが、当のラオウには「想いが届かないならば、誰の手に渡らぬよう殺してしまえ」と言われている。
アニメでは再三の出仕の要請に応じないジュウザに対し、彼の性格を利用して眠り薬を盛った酒を飲ませ最後の将のもとに連れてくるなどの活躍が見られたほか、トウとラオウのエピソードも若干追加されている。『真救世主伝説』ではラオウとの絡みはカットされているために登場していないほか、新OVAではジュウザの穴埋め的存在だった。テレビアニメでは髪の色が銀髪だったが、新OVAではピンク、『DD北斗の拳』では水色になっている。原作とテレビアニメ版は少々老けて見えるが、新OVAでは原作とテレビアニメ版より若干若いようである。
コグレ
アニメオリジナルキャラクター。野盗のボスで、ケンシロウ一行に鶏の卵をくれた鶏商人を襲って殺害し、鶏をも奪って食した。グズリ、ジーラ、ナブリの仲間3人と共に繰り出す「泰山流四束拳」でケンシロウを苦戦させるが、コグレが全ての指示を出している司令塔であることを見破ったケンシロウは、秘孔を突いてコグレの動きを封じて4人を倒した。また、ケンシロウと戦う前に野盗仲間が秘孔を突かれて死亡した様子を見て北斗神拳だと見抜き、KING軍やサウザーの軍勢を倒したことも知っていた模様。
サバト
声 - 安西正弘
アニメオリジナルキャラクター。とある村を支配していた醜い顔をした太った大男。かなりの大食漢で、人質を取って村の青年・ジノムたちによその村を襲わせ、食料を略奪させていた。逆らう者は縛り上げてカラスに襲わせるという残忍な処刑をおこなっていたが、戻って来たジノムたちとともに村に来たケンシロウと対峙し、ボディプレスと槍で攻めるが全く通じず、秘孔「錐樵」を突かれて体中から血の臭いを噴出させられ、カラスの大群に襲われたうえ爆死した。
ダルカ
声 - 郷里大輔
ある村から女や食料を奪ってきた野盗の首領で、ジュウザ曰く「ガマガエル」。突然現れたジュウザに、いきなり口の中に小便（アニメでは洗濯した水）をかけられた上に、顔を踏まれる。怒ってジュウザを地面に叩き付けようとするが、そのまま膝で首をへし折られて死亡し食料と女たちを奪われた。
アニメ版では「崋山角抵張手」の使い手という設定が追加され、最期はジュウザにハイキックを受けた直後に首をへし折られて死亡した。
ヘグ
声 - 千葉繁
野盗の首領ダルカの副官で、眼帯を着用した小男。ジュウザにダルカを殺され女たちを奪われた挙句、食料庫を空っぽにされたことを知り（アニメ版ではさらにダイナマイトで爆破される）、泣きながらハンカチを咥えてジュウザを「とんでもねぇ悪党だ」と評していた。
ゲルガ
声 - 島香裕
野党のボス。アニメ版で命名された。「泰山破奪剛」の使い手で地に衝撃波を走らせる剛腕が自慢。自らのアジトに侵入したジュウザと一戦を交えるが、腕を我流の拳で破壊され、首は足で、足首は腕できめられ、最期は背骨をばっさり折られて死亡する。アニメではその後に爆死している。
アニメ版では、ジュウザがゲルガのアジトの女たちをさらって自分の根城に連れて行ったために、ゲルガがジュウザのもとに乗り込んでくる展開になっている。
フドウの部下
声 - 小林通孝、大塚芳忠
フドウにシュレンの死に様を伝えた後、ジュウザを説得するよう命じられた2人組。2度の説得に失敗するも薬を盛って南斗最後の将の居城へ連行するという荒業を使い、最後の将ことユリアと対面させた。これで五車星の一員として動くことを決めたジュウザに同行し、ジュウザがラオウの足止めに成功する様を見届けた。その後、ケンシロウの道案内を務めるようジュウザに命じられ、ケンシロウがカンを助けたところで合流するが、タンジとジロの危機にも拘らず、事態をフドウに任せて当初の予定通りケンシロウをユリアのもとに案内しようとした。しかし、ケンシロウは「南斗最後の将の涙もこの子（カン）の涙も変わりはない」とフドウたちの救援を決意する。
ジュウザへの2度目の説得の際に、野盗のアジトの天井から飛び降りて侵入したジュウザに付いて行ったのを見る限り、それなりの実力がある者たちであったが、さすがに流砂に落とされたタンジとジロを救おうと流砂に飛び込み、砂中に飲み込まれつつあったフドウを引き上げることは2人がかりでもできず、そこをヒルカ配下の弓兵隊に狙い撃たれ死亡した。アニメ版ではリハクの部下となっている。
タンジとジロ
声 - 頓宮恭子（タンジ） / 高木早苗（ジロ）
ヒルカの実子（アニメ版では同じ一族という設定）だが、非情にも捨てられてしまった兄弟。山のフドウの養子として引き取られていたが、フドウをおびき出すためにヒルカにさらわれて底なしの流砂に投げ込まれる。しかし、命がけで流砂に飛び込んだフドウと彼の救援に駆けつけたケンシロウにより命を取留める。
カン
声 - 江森浩子（第96話）→上村典子（第104、106話）
山のフドウの養子として育てられている子供たちの一人。養子仲間のタンジとジロがヒルカに連れ去られたことをフドウに伝えようとしたが、拳王先遣隊に見つかり、いたぶられている所をケンシロウに救われた。

## 天帝編
天帝軍
中央帝都を本拠とする軍隊。ラオウ率いる拳王軍の脅威が去った後に新たに台頭してきた勢力。「天帝」の名を冠してはいるものの、天帝であるルイは監禁されているため、実質的なトップは総督のジャコウである。ファルコやソリアといった元斗皇拳の拳士を擁し、成長したリンとバットらが率いる「北斗の軍」とは敵対関係にある。
マム
声 - 皆口裕子
レジスタンス「北斗の軍」と行動する幼い少女。天帝軍に捕らわれた父の救出を待っていたが、あと一歩というところで囚人護送車ごとマムの父親も焼き殺されてしまい作戦は失敗する。
ハーン兄弟
声（ハズ） - 郷里大輔 / 荒井聡太（真・北斗無双） / 藤原貴弘（LEGENDS ReVIVE）
声（ギル） - 島香裕 / 馬場圭介（真・北斗無双） / こばたけまさふみ（LEGENDS ReVIVE）
南斗聖拳一〇八派・南斗双鷹拳の伝承者で、ハズが兄、ギルが弟。荒くれ者だが厚い兄弟愛で結ばれている。
南斗一〇八派の拳士の大半は北斗・南斗の抹殺を目論む帝都総督ジャコウの命により、その配下となっていたファルコによって殺害されたが、ハーン兄弟は数少ない生き残りだった。初戦にてファルコに敗れたところを、アインに掠め取られてコンクリートに固められた拷問台に繋がれていたが、ケンシロウとアインに救出されて北斗の軍に合流。南斗の宿命の旗印の下、再びファルコに挑む。
個々でも屈強であるが、南斗双鷹拳の極意は二身一体の攻撃にあり、奥義である「双羽落爪破」は、ハズとギルが手を組んで虚空に舞い、2人のポジションの変化と重心の移動により、加速度をつけて落下して相手を切り裂くという、兄弟の息が合ったコンビ技である。だがファルコには通じず、簡単に軌道を見切られ反撃をくらう。これにより兄ハズは致命傷を負い、またもや敗北する。
原作ではファルコの道連れを狙って瀕死の兄ハズが不発弾を爆発させて爆死するが、弟ギルは命を拾い中央帝都陥落まで北斗の軍に従軍する。アニメではハズが爆破に失敗した不発弾を弟ギルが爆発させ、兄弟は壮絶な最期を遂げる。
兄の名前は、原作では当初「バズ」となっていたが、以降は全てハズと呼称されている。また、アニメ『北斗の拳2』でも「ハズ」である。1987年に登場して以来長く使われてきた「ハズ」という名前であるが、小学館の『北斗の拳 完全版』を含め、後年出版された愛蔵版や文庫版などでも初出の「バズ」で統一されている。
アイン
声 - 山口健 / 中井和哉（真・北斗無双） / 井上和彦（DD北斗の拳2） / 藤原啓治（パチスロ『新伝説創造』、『LEGENDS ReVIVE』〈初代〉） / 川原慶久（LEGENDS ReVIVE〈2代目〉）
帝都が手配した賞金首を狩る孤高の賞金稼ぎ。星条旗を模した衣装を身にまとい、自己流のケンカ拳法で愛娘・アスカのために働く。
「やるじゃない」が口癖。流派を名のる拳の使い手ではなく、ただ単に喧嘩が強い普通の男ではあったがその喧嘩の強さが桁外れであり、天帝編において活躍する。
敵と戦う前に「コレ（女）はいるのか？」と小指を立てて質問し、「いない」と答えた相手には容赦なく殴りかかってくるが、愛する女を持つ男とは闘わない主義。
最初はジャコウにより賞金首にされたケンシロウと対決するも軽くひねられ、その後バットに乗せられる格好で郡都を陥落させる。「賞金稼ぎの娘は賞金稼ぎの娘でしかない」と諭すバットの言葉を受け、娘・アスカが胸を張って誇れる、歴史を作り語り継がれる漢（おとこ）になるべく、生業としていた賞金稼ぎから心変わりし、「北斗の軍」と共に、悪政を敷く帝都を崩壊させる戦いを始める。バットとは短い期間ながら、友情を結ぶ。
ジャコウの謀略でケンシロウとファルコが対決していた頃、バットやリンと共に帝都に潜入に成功、ジャコウを追い詰めるが罠にはめられて地下牢へ落とされ、そこに幽閉されていた天帝ルイを発見する。
その後、彼らを始末しようとジャコウが仕掛けた巨石を身を挺して防ぎ、深手を負う。そして、残された力を振り絞って落石を砕き、水脈を掘るために岩盤に打たれた杭を、自らの拳と引き換えに深く穿つことで地下水を噴出させ、ルイたちの脱出ルートを切り開く。これが引き金となってジャコウの野望を阻止することに成功するが、その代償としてアインはバットたちの目の前でアスカのことを託して息を引き取る。
風貌のモデルはリチャード・ギア。単行本のコメントによると、作画担当の原哲夫は最初今ひとつ上手く似せられず苦労したという。アニメ版は金髪になり、派手さが一層強くなった。
ゲーム『真・北斗無双』の幻闘編では、賞金稼ぎになる以前は傭兵として稼いでいた彼の過去が描かれている。当時赤ん坊であったアスカへの子煩悩ぶりは変わらず、それ故サウザー配下の聖帝軍が子供狩りのためにフドウの村へ攻め込んだ際には損得抜きにフドウや彼に加勢していたシュウやレイたちに自らも加勢し、戦いの後はシュウに好印象を抱いた上で「あんただったら、少しまけてもいい」と言い、後にレイがアイリがさらわれた件でシュウのもとを去ってからはシュウの依頼を受けてレイを見守り、レイとシュウたちがユダのもとへ乗り込んだ際には自身も共闘した。またこの時にユダのもとに捕えられていたマミヤとも対面し、ラオウ亡き後に賞金稼ぎとなってから彼女の村で再会するが、村が天帝軍に攻められた際には立場上堂々とは助けられなかったが、こっそりと脇から助けた。
『北斗の拳』の連載35周年を記念して行われた人気投票「国民総選挙」では、第13位にランクインしている。
アスカ
声 - 鈴木砂織 / 庄司宇芽香（真・北斗無双） / 三森すずこ（DD北斗の拳2）
アインの幼い愛娘。帝都への決戦に先駆け、アインは娘をケンシロウに頼んでマミヤに預けてもらうが、これが今生の別れとなった。彼の葬儀では、アスカは父の遺体を見ても「私が泣いたらパパが眠れない」と涙を流さず、その姿がアインの良き父親ぶりを思い起こさせ参列者の涙を誘った。そして、形見のグローブを「父が喜ぶから」とケンシロウに託した。
アニメでの設定は養女で、元々はアインを看護してくれた女性の子。彼女がアインを追って来た賊によって殺されたため、その日からアインがアスカの父となり、彼女を育てることとなったという経緯がアインの留守を預かる老人・ジョセフの弁で語られ、アスカは彼と共に中央帝都陥落まで北斗の軍に同行している。なお、アスカの母もジョセフもアニメオリジナルキャラクターである。また原作ではマミヤに預けるという場面が、アニメ版ではアスカの初登場がマミヤの村の襲撃（紫光のソリアの軍）後であるためそれが無く、さらに前述のアインの葬儀でもマミヤの登場する場面が無い。そのため幼い彼女に慰めの言葉を投げかける場面において原作ではマミヤであるがアニメ版ではミュウとなっている。
ゲーム『北斗の拳4』では成長した姿で登場。
ブゾリ
声 - 銀河万丈
アインと同じ賞金稼ぎの隻眼の大男。腰に賞金首とおぼしき連中をストラップのように装着した姿で登場する。ケンシロウに敗れたアインをあざけるが、アインに自分の強さの確認がてら一撃で倒された。
ゴル
アインの仲間。アスカを狙った賞金首たちが村に攻めてきたことをアインに伝える。
アニメには未登場で、その役回りは先述のジョセフが担った。
レン
声 - 戸谷公次 / 高橋伸也（DD北斗の拳）
アインの仲間の賞金稼ぎ。日頃からリーダー格だったアインを疎ましく思っていて、ハーン兄弟が収監されているA級反逆者収容所襲撃の際、アスカを人質にアインを脅すが、ケンシロウに見つかる。「痛いか？助かりたいか？」と焦らされた挙句、最後に「駄目だな…」と言われ自分のナイフで額を貫かれ死亡。原作では額がナイフの柄の根元まで深々と突き刺さり後頭部を貫通していたが、アニメ版では先端部分のみと描写が異なっている。
ハル
声 - 飛田展男
アニメ版オリジナルキャラクター。『北斗の拳2』第1話ラストでケンシロウが行き倒れた町のバーで働く少年。ケンシロウを働いているバーで休ませ自分の昼食を与えたり、天帝軍の司刑官ゲルドのことを知ると町からの脱出用の車を確保するなどした。父・ムハリは、かつて赤龍党のリーダーとして天帝軍に抵抗していたが作中の時点では身体を病に蝕まれており、彼に恨みを持つゲルドの手にかかって最期を遂げる。その際ハルは父から「ケンシロウのように生きよ」と言われ、後に赤龍党の残党の人たちと共にゲルドの本拠地に侵入。ダイナマイトを持って自爆しようとしたが、そこにケンシロウが現れ父親の仇がとれた。

## 修羅の国
※ 羅将および修羅の詳細は修羅の国を参照。
羅将（らしょう）
いずれも北斗琉拳の伝承者である。修羅と呼ばれる猛者を配下に置き、修羅の国の支配者として君臨している。ここでは簡単な説明にとどめる。
カイオウ
修羅の国第一の羅将で、自らを“新世紀創造主”と称す。ラオウ、トキ、サヤカの実兄。母を失ったいきさつ（「カイオウの母」参照）から北斗宗家と北斗神拳の血を憎み、卑劣な手段でケンシロウ抹殺を図る。
原作では基本肉弾戦が多く魔闘気はあまり使っていないが、アニメでは魔闘気を乱用し、最後までケンシロウを苦戦させる難敵になった。また原作ではヒョウ戦でリンと会話した際に外した仮面も、アニメでは最終決戦まで外していない。
ケンシロウに倒された後は改心し、最期はヒョウの遺体を抱えながら溶岩を浴び死亡した。
『北斗の拳』の連載35周年を記念して行われた人気投票「国民総選挙」では、第19位にランクインしている。
ヒョウ
修羅の国・第二の羅将。ケンシロウの実兄。北斗宗家の嫡男。カイオウの謀略により弟ケンシロウと戦うように仕向けられ、兄弟で骨肉の死闘を演じることとなった。
当初は北斗宗家やケンシロウに関する記憶を封じられていたが、兄弟対決を経て北斗宗家の血に目覚め、記憶と正気を取り戻した。しかし同時に自身の罪に気付き、罪悪感から正気を取り戻していない演技をしてまでケンシロウに倒されようと戦闘を続行するも、シャチに不意討ちで止めをさされ敗北。その後、ケンシロウたちと和解し封印されていた宗家の秘拳のありかを教える。
最期はカイオウを歪ませたことを詫びながら彼の胸の中で事切れた。死後、その遺体はカイオウに抱えられ、溶岩に埋葬された。
ハン
修羅の国・第三の羅将で、未だかつて誰も影すら見たことはないという疾風のごとき拳速を誇る。
ケンシロウが最初に対戦した羅将であり、リンを追って駆けつけたケンシロウと激闘を繰り広げた。
シャチ
声 - 鈴置洋孝 / 神谷浩史（真・北斗無双） / 中村悠一（LEGENDS ReVIVE）
北斗琉拳の使い手。赤鯱の1人息子であり、元来の修羅の国の者ではないがこの国の現状を嘆き、北斗琉拳の大老であるジュウケイから拳を教わった。レイアという恋人がいるが、戦いに身を投じている間は彼女への「愛」を捨て「羅刹」へと走った。
修羅の国で1800勝した郡将カイゼルを倒し、並の修羅なら瞬殺できる、かなりの実力者。修羅を喰らう鬼の意味を持つ「羅刹」として畏れられていた。しかし羅将には遠く及ばず、ハンやカイオウに挑んだこともあったが軽く一蹴されている。またケンシロウとハンの激闘を目の当たりにし、自分では本物の北斗の伝承者たちには及ばないことを悟った（ただしアニメの描写では、ケンシロウとハンの戦いを目の当たりにすることで、拳筋を見極めることができ、実力を高めた）。
普段からボロ（＝戦いに敗れ死にきれず、両足の腱を切られた者たち）を装い正体を隠し、相手の油断を誘うなど用心深い性格である。初登場時も砂時計のアルフに付き従うボロを装っていた。郡将カイゼルとの戦いの際には、あらかじめボロとして彼の傍で働き、胸の古傷の弱点を調べていた。また、ハンの許に出向いた折には、服の下に防具を身につけることで、ハンの拳を受けるも比較的軽いダメージで済ませた。
当初は修羅の国に渡ったケンシロウを利用して羅将を倒そうと企てるが、いつしか（原作ではハン戦で）ケンシロウを修羅の国を救う希望と信じるようになる。カイオウに敗れたケンシロウを逃がす中、自分がこのためにこの国でレイアに恋をし、留まっていた理由を悟った。カイオウの居城を脱出後は、瀕死のケンシロウを自身の左目を犠牲にしてヒョウから救い、ヒョウとケンシロウの戦いを見届ける。ヒョウと和解してからは泰聖殿へと向かうが、待ち伏せていたカイオウと遭遇する。
最期はレイアを守るべくカイオウへ特攻するがサンドバッグにされ片手と片足を失ってしまう（原作では踏み千切られたが、アニメでは骨折で済む）。しかし女人像の力を借りたことで一時的にカイオウを圧倒するという活躍を見せ、奮闘虚しくカイオウの頭突きで止めをさされ敗北するが何とかレイアと女人像を守り抜きカイオウを退かせるという目標は達成する。悔いを残すことなくレイアに看取られて死んでいった。シャチの打倒カイオウの意志はケンシロウに引き継がれることになった。
なお原作ではケンシロウが駆けつける前に息を引き取ったが、アニメではケンシロウが駆けつけた後、北斗宗家の秘伝を伝授したのを見届けてから息を引き取っている（ただしアニメでも「さらばだケンシロウ」とは言わなかった）。終盤は失った左目に父・赤鯱の形見である眼帯を着用していた。愛するレイアを守るためにあえて偽りの狂気を演じ、父親の死別などの悲しみを耐えてまでケンシロウを救い、レイアのために最後まで戦い抜いた。
ケンシロウの仲間になる時期が原作とアニメで異なり、原作ではハン戦のリンとの会話が切っ掛けで仲間になったが、アニメではハン戦ではまだ仲間にならず、リンをカイオウにわざと拉致させケンシロウとぶつけさせるが、カイオウにボロボロになりながら立ち向かうケンシロウの姿に感動したことで仲間になった。
ジュウケイ
声 - 宮内幸平、森功至（若年時） / 松山鷹志（DD北斗の拳）、平野文（DD北斗の拳・ジュウケイ子） / 石井康嗣（LEGENDS ReVIVE）
北斗琉拳の大老（ターロン）と呼ばれる先代の伝承者。額に傷を持つ。カイオウ、ヒョウ、ハンとシャチの4人に北斗琉拳を伝えた師であり、ラオウとトキとケンシロウの3人を北斗神拳のリュウケンのもとに送った。
極意が魔道にあるゆえに北斗琉拳の伝承を禁じていたが、暴力の時代を制するべく禁を破ってカイオウとヒョウとハンに琉拳を教える。だが彼らは拳の凄絶さに魂を奪われて（カイオウはジュウケイの教育の影響もあり）羅将と称し、この国を修羅の国へと変えてしまう。
『北斗の拳』の前史となる『蒼天の拳』では、少年時代の彼の姿が描かれる。
推定1930年前後、中国に生まれる。日中戦争初期に戦禍で妹を亡くし、生きる希望を失いかけていたが、北斗神拳伝承者であった霞拳志郎に命を救われる。その後、極十字聖拳（北斗琉拳の傍流）の流飛燕に引き取られた。
長じるに従って才能を発揮し、北斗琉拳の伝承者となる。しかし、魔闘気を力とする北斗琉拳の闇に飲まれ、魔道に堕ちる。妻子を殺害した後、北斗神拳の道場を襲撃し、門人を虐殺。若き日のリュウケンとも対戦している（なお額の傷はこの時についたものである）。正気を取り戻してからは悔悟に苛まれ、北斗琉拳の断絶を決意。
二十世紀末（作中）の世界大戦期に入ると、荒廃する国に懸念を抱いて武を求める。北斗神拳が救世主を輩出することを期待し、幼いラオウ・トキ・ケンシロウを日本のリュウケンのもとへ送り出した。同時に、カイオウら3人の弟子に、力になるならと北斗琉拳の教育を始める。さらにヒョウから北斗宗家の拳の発掘を図るが、これには失敗し、ヒョウの自殺未遂と記憶喪失を招いた。
やがてカイオウらの手により国が修羅の国と化したため、北斗琉拳廃止の必要性を再確認する。力を求めるシャチに拳を教えたのを最後に、北斗神拳の帰還を待ち望みながら隠遁を開始。しかし、来航したのがラオウでなくケンシロウだったため、ケンシロウとヒョウは性格上戦えないと判断。ヒョウの記憶を取り戻してケンシロウとの兄弟協力を導こうとする。しかし、カイオウの施していた細工により記憶復元に失敗。そのままヒョウに致命の突きを受け、死亡した。
サヤカ
声 - 高島雅羅 / 山中まどか（真・北斗無双）
カイオウ・ラオウ・トキの妹で、ヒョウが思いを寄せた女性。容姿は、カイオウの母と瓜二つ。北斗宗家の血を憎悪するカイオウにより、ケンシロウとヒョウを相打ちにさせる道具として、非情にもカイオウに殺害された。
原作では露出度の高い格好をしていたが、アニメ版では変更されている。また、カイオウの居城内で逃げ惑うリンと出会い助けるなど大幅に出番が増え、かつては兄のカイオウも北斗琉拳を学ぶ前は優しかったことや、ヒョウと共に海を渡ってみたいという自分の思いをリンに語る場面もあった。その容姿や人柄からカイオウたちによる支配を快く思わない市民たちにも慕われていたらしく、彼女の葬儀が執り行われた際には参列した者からその死を悼む発言もあった。
黒夜叉
声 - 千葉繁 / 桐本琢也（真・北斗無双） / 小田柿悠太（LEGENDS ReVIVE）
修羅の国で北斗宗家のケンシロウに生誕時より遣わされた従者。
北斗宗家にして北斗神拳伝承者に代々仕えるという最強の拳士の一人で、ジュウケイをも凌ぐ拳を持つと言われる。魔界に入りし北斗宗家の血を断つのが役目であり、カイオウの策略で魔界に墜ちたケンシロウの兄であるヒョウを倒そうとする。両腕に仕込んだ鉄の爪が武器。琉拳の奥義「暗流天破」を破る秘拳・遊昇凄舞を持っていたが、自壊羅糸を周りに張られて左腕を失い敗北するもケンシロウに救われる。
最期は、ケンシロウとの闘いで正気とすべての記憶を取り戻したヒョウと共に、カイオウが差し向けた最強の修羅陸戦隊を食い止めるために戦う。激戦の末にカイオウ陸戦隊の侵攻を阻止するが戦闘中に（アニメではヒョウの話が終わった直後に）倒れ、匍匐したままヒョウと最期の会話を交わし、ヒョウの胸の中で思い残すことなく死出の旅路につく。
赤鯱（あかしゃち）
声 - 郷里大輔 / 角田信朗（真救世主伝説） / 稲田徹（真・北斗無双） / 矢部雅史（DD北斗の拳2） / 麦人（LEGENDS ReVIVE）
シャチの父親。海賊船の船長。かつては拳王（ラオウ）に仕えていたことがあり、シャチと共にラオウと対面したこともある人物。この時ラオウから倒さねばならぬ2人の弟（トキ、そしてケンシロウ）がいると聞かされている。
一度、新天地を求めて100名の兵と共に修羅の国に攻め入ったが、たった15歳足らずの修羅一人に敗北。自身も右目右手足を失い、シャチとも生き別れてしまう。その後は「双胴の鯱」と呼ばれる「最悪の海賊」として放浪していた。そんな中、修羅の国を目指すケンシロウに海賊船に乗り込まれ、戦うも敗れて彼を修羅の国まで連れて行く。またその際に、置き去りにしてしまった息子シャチを救ってもらうように頼む。
その後、ケンシロウやシャチの危機を察したのか修羅の国の奥深くに子分たちと共に入り込み、カイオウに敗北して瀕死のケンシロウと窮地のシャチを、液体ゆえにどんな攻撃でも砕けない硫酸をカイオウに浴びせる奇策で助ける。しかし、直後にカイオウが放ったボウガンで体を貫かれてしまい、大きく成長した我が子に抱き締められながら息を引き取った。その後、彼の子分たちはケンシロウやシャチを救うための時間稼ぎとしてカイオウに挑み、全滅した。
『真救世主伝説』では、レイナと共にラオウの帰りを待ちわび、遺灰となって帰ってきたラオウをレイナと共に修羅の国へ送り届けた。
拳王軍の武将のほとんどは、ラオウを「拳王様」と呼んでいるが、赤鯱は生前のラオウを「ラオウ様」と名前で呼んでいる。
レイア
声 - 勝生真沙子 / 佐藤朱（真・北斗無双） / 古川貴子（DD北斗の拳2）
シャチの恋人。タオの実姉。
かつて、退却した赤鯱の船に乗り遅れたシャチと出会い、相思相愛の仲となる。そして、シャチが父である赤鯱のもとに帰ることを悟って密かに彼のために船を作るが、それを知ったシャチは父のもとに戻らず、彼女と共にこの地に残ることを決めた。その後、シャチがジュウケイより北斗琉拳を習い始め、時を経て行くごとに愛や優しさを捨て去り変貌していくさまを目の当たりにして、彼を見限るも、リンやケンシロウやジュウケイの言葉を受け昔の心に戻ったシャチと和解する。密かに地下室にて私塾を開き、修羅の修練場へ連れて行かれる前の子供たちに愛や情、そして闘いの哀しさや虚しさを伝え続けた。
そんなレイアの信念は決して揺らぐことのない確固たるもので、一時期は修練生となった実弟・タオにまで見切りをつけていたほどである。「いかなる外道とて、最後に落ち着く場所は愛」と説いている。シャチが彼女を守るために壮絶な死を遂げたことを受けて、より一層胸を張って愛に生きてゆくことを誓う。原作ではこれ以降の出番はなし。
アニメでは子供たちと一緒に、シャチのためにプロテクター（肩当て）を作っていた。これは後にカイオウとの決戦でケンシロウが着用した。アニメ版ではここの場面でケンシロウを送り出したのを最後に以降の出番はなし。
タオ
声 - 佐々木望 / 宮坂俊蔵（真・北斗無双）
レイアの実弟。一度はシャチのように強い男になりたいという理由から修羅を目指すも、親友を殺せと言われ、レイアの言う愛を実感する。修練場を脱走し捕まえに来た修羅に殺されかけるも、ケンシロウに助けられ姉と再会する。
ママルとモリ
レイアの私塾で教えを受けた2人の少年。愛や情の大切さや、無為に争うことの虚しさを教化される。したがって、修練場で戦おうとせず、愛を理解せぬ他の少年から一方的に痛めつけられ、監督していた2人の修羅に捕まってレイアのもとに連行される。その場で見せしめとして殺されかかるママルとモリを、レイアと助けに駆けつけたシャチが守ろうとするも到底修羅には敵わず、4人は偶然通りかかったジュウケイの拳に命を救われる。
コセム
声 - 岸野一彦
名前はアニメ版より。ボロをまとった老人で、修羅の国にラオウが来ることを信じて待ち続けていた。ラオウ来訪の報を知らされて立ち上がり、実子チェーンを含む囚われの子供たちを助けた。だが、来たのはラオウではなくケンシロウだったことを知らされ、ブロン率いる修羅に子供たちを殺害される。そして「あんたが来たせいだ!!なぜラオウ様は来て下さらなかったのだ!!」とケンシロウを激しく拒絶した。
ロック
声 - 広中雅志
アニメオリジナルキャラクター。コセムの息子でチェーンの兄として登場し、彼の6人の仲間もアニメオリジナルキャラクターである。131話から133話の3話にわたって登場し、物語の中心人物として描かれた。
ロックと6人の仲間は西部劇のカウボーイさながらに馬を乗りこなしている。ヨハンという少年からは憧憬の対象であった。ラオウ伝説の到来を信じていたが、父コセムからラオウではなくケンシロウが来たと聞かされ、6人の仲間と共にラオウ伝説を継ぐことを決意。全員武器による戦いを極めており、その実力は修羅の一部隊を壊滅させられるほど。修羅の一人・シエに襲われそうになった所をケンシロウに助けられるが、父と同様にケンシロウを激しく拒絶して彼のもとを去った。その後、修羅のギャモンに人質を取られたロックたちは命令でケンシロウと対決するが、悲しみを看破されて逆に助けられることとなる。ようやく彼を認めるようになったロックたちは、ジュウケイからケンシロウとヒョウが実の兄弟であることを知らされると、ヒョウの軍団へと立ち向かう。最初は優勢だったが武器による戦いはヒョウに通用せず、次第に劣勢となり仲間は全員死亡。ロックもヒョウの闘気を受けて満身創痍になったが仲間の助けで何とか逃げ延びケンシロウに真実を伝えようとするも叶わず、その腕の中で死亡した。
ホセ
ロックの仲間。ロックとともにヒョウと対決するが、闘気を受けて満身創痍となる。ロックを逃がすために単身ヒョウに突撃し、北斗琉拳奥義・陽真極破で葬り去られる。
ハンス、ウェイン、フランコ、ロペス、サンチョ
ロックの仲間たち。ロックとともにヒョウの軍団に挑み、全員死亡した。
カイオウの母
声 - 坪井章子
戦争による凱武殿への攻撃で幼いケンシロウとヒョウが閉じ込められた際、カイオウやラオウに愛を教えようとして炎の中に飛び込み、自らの命と引き換えに2人を救い安らかな微笑を浮かべて死亡した。その最期をジュウケイは称え丁重に葬るとカイオウに告げるも、彼はラオウを連れて母の遺体を棺から盗み出し、「冷たい石の棺に入ることはない。ここなら冬でも暖かい」と溶岩の流れる火山地帯に葬った。さらにカイオウは母が死んだ後、愛を捨てるために自分の飼っていた子犬・リュウを殺し、その悲しみを失くすため自らの体に傷をつけた。以後カイオウは愛を失うたびに自分の体に傷を付けるようになり、北斗宗家に憎しみを抱くようになった。
自子ではない子供の命を救い、結果自子カイオウが歪むさまは、かつて北斗宗家の跡継ぎを決める際に姉のオウカが妹シュメの子・シュケンのために命を投げ出した悲劇の再現であった。
登場時には幼少時のトキを抱いている。
なお彼女の墓は修羅の国以外にも1基あり、その隣にはケンシロウによってラオウとトキが葬られた。
※ 以下の人物の詳細は北斗宗家を参照。
オウカ / シュメ
声 - 土井美加（オウカ） / 山本百合子（シュメ）
北斗宗家の血を引く姉妹。姉のオウカはカイオウ、ラオウ、トキ、サヤカの遠い先祖にあたり、妹のシュメはケンシロウ、ヒョウの遠い先祖にあたる。
オウカはリュウオウを、シュメはシュケンを産む。だが宗家の跡継ぎ選びに際し、病気で長くは生きられないことを悟ったシュメは、我が子可愛さから伝承者を決める前日にシュケンを奪還して逃走、甥のリュウオウをそのまま狼に食い殺させようとまでした。これを密かに見ていた北斗の高僧たちはシュメのこの行動を反逆と見なし、シュメとシュケンの処刑を決定。その上でオウカの子であるリュウオウを宗家の跡継ぎとしようとしたが、オウカは妹の子のシュケンに伝承者の道を歩ませるために身を投げる。その後、2人の深い愛を受けたシュケンは受け技が極められた北斗宗家の拳を発展させ、北斗神拳の創始者となった。後にシュメは病没した。
一方のリュウオウは母・オウカの死で母無し子となり、原作ではその子孫であるカイオウたちが愛に彷徨することとなったと語られるのみだが、テレビアニメでは母の愛すら知ることもできず、野に下って北斗琉拳を創始したとされている。

## 終章

### リュウ・旅立ち編
リュウ
声 - 矢島晶子（DD北斗の拳2）
ラオウの実子。ケンシロウと共に旅をする。母親は不明。
少年ながらにラオウが持っていたカリスマ性をしばしば発揮しており、バランからも「幼くしてオーラをまとっている」といわしめた風格を持つ。身体能力も年不相応に優れていて、大男を手玉に取り、ケンシロウとバランの攻防を的確に評することができるなど、拳法に対する感覚も鋭いが、一方で悪党から食料を奪ったことで逆上させて、村へ報復をする切っ掛けを作ってしまい、実際に村人が殺されてしまったことから、思慮が浅い一面がある。
ゲーム『北斗の拳4 七星覇拳伝 北斗神拳の彼方へ』では父親そっくりに成長した姿で登場しており、主人公と共闘し、最後は主人公のために拳を封じて伝承者争いから身を引いた。
OVA『新・北斗の拳』では、ケンシロウの回想によるイメージ映像で登場している。ただし、セリフはない。
その後、2015年に放送された『DD北斗の拳2』にて声優付きでメディア出演を果たした（「自称・名探偵の少年」としての登場であり、ラオウとの親子関係の設定はない）。
ジャグゾ
野盗である怒愚魔党のボス。ラオウの息子リュウのいる村の食糧を奪い、それらを取り返したリュウにナイフで指先を切断されて逆上するが、ちょうどその時に現れたケンシロウに殺される。
リセキ
かつてラオウに仕えていた老人。ラオウの遺児リュウを預かっていたが、小さい自分たちの生き方をリュウに教えても害になるだけだと考え、あえて生のままに育てる。それ以上のことはリュウを迎えに来るケンシロウに託した。
ハクリ
妻（リュウの乳母）と一緒に隔離された伝染病患者が住む村にいる。コウケツの部下に、妻は村ごと焼殺された上に、矢を受けて殺された。

### コウケツ編
コウケツ
策謀と狡猾さでハイエナのように農地を奪い、成り上がった大地主。元はラオウ軍の馬係で、当時のラオウに媚びを売って取り入ろうとするが、強さだけを求めるラオウを激怒させ「下衆なドブネズミ」と一喝された。また、ジンバを筆頭とした当時のラオウ軍の同僚たちからもいじめられていた。拳法の心得は全くないようだが、幼いリュウを張り倒している。
部下を使って人々を言葉巧みに騙し、農奴として荒地の開墾にこきつかい、死ぬと肥料として畑に撒くように悪辣に指示する。その中にはバルガをはじめとしたかつてのラオウ軍の武将たちもおり、子供を人質に取っていた。リュウの活躍により人質が解放され、農奴たちの反攻により領地は制圧され、ケンシロウたちが宮殿に殴りこみにくると、切り札として下記のマイペットを使い、その頭部に跨ってケンシロウに立ち向かうがあっさり撃破されてしまう。最期はケンシロウにまで「ドブネズミ」と呼ばれた挙句、自分が仕掛けたトラップにはまって死亡するという間抜けな最期を遂げる。その際、ケンシロウに「貴様にはドブネズミらしい死に方がふさわしい」と一蹴された。
彼の死後、支配下においていた農地はバルガたちが治めることになった。
なお、ケンシロウとリュウが宮殿に乗り込み自分の部下を食事もろとも吹き飛ばした際「食べ物を粗末にする奴は生かしちゃおけねぇ」と発言するなど、最低限の良識はあるようである。
バルガ
声 - てらそままさき（真救世主伝説）
元ラオウ軍屈指の武将。時代の趨勢が読めず、部下たちの家族と共にコウケツの農場にたどり着いた時に息子たちを人質に取られてしまい、農奴としてこき使われていた。後に訪れたリュウがラオウの子息だと知ると、ラオウを思い起こさせる彼の魂に突き動かされ、コウケツ一味に反攻して農奴の解放に助力した。
リュウがケンシロウとの旅で「男の生き様」と「哀しみを知る心」を刻みつけた後、リュウを託される。
『真救世主伝説 北斗の拳 ラオウ伝 激闘の章』ではラオウの片腕であり、テレビ版におけるラオウ昇天までのザクの役割を担っている。
キスケ
コウケツの部下。口八丁で人々を騙し、荒れた土地を耕す農奴を集める。「約束が嘘だったら丸坊主になって舌をひっこ抜く」と自身で話していたが、嘘だったのでケンシロウに髪が抜け、舌が何かに引っ張られたかのようにちぎれる秘孔を突かれ絶命。
コウケツのペット
コウケツがあらゆる薬物を投与して造り上げたフランケン風の巨人。彼の切り札であり、トンファーのような武器を使う闘法を披露した。気絶するような甚大なダメージを負ってもコウケツの持つ薬を摂取することで復活できるが、ケンシロウには全く歯が立たず、最後は上半身を吹き飛ばされて敗れた。
ジンバ
かつてラオウ軍の武将だった男。ラオウ軍時代はコウケツの上司でもあり、彼を率先して虐めていた。コウケツの農場に行く車の中でケンシロウと一緒だった。
野心の強い性格でコウケツに成り代わろうと企む。しかし、既にコウケツの配下となっていた元側近たちに取り囲まれ、コウケツに嘲笑されながら為す術なく殺された。
シンゴ
バルガの息子。コウケツに捕らわれて人質とされ、栄養失調で盲目となってしまった。父バルガの誇りを取り戻すために、人質の自分を殺してくれとリュウに頼むが、リュウに諭されて共に闘う決意をする。
後にバルガと共にリュウを迎えに行く。

### サヴァ編
アサム
辺境の山岳部にあるサヴァの国王。アサムの使う「大乗南拳」は、肉を切らせて骨を断つ一撃必砕の剛拳。息子たちは基本的に武器を使うが、アサムは素手で戦う。国民の前で巨大な牛を真っ二つに切り裂いて、国王の力が健在であることを誇示することを慣習としていたが、近年は病のために老い朽ちていく日々だった。
かつては神が捨てた地を平定した建国の英雄であり、国民から深く慕われる名君でもある。ケンシロウもアサムを初めて見た際「まだあんな英雄（おとこ）が」と感心していた。だが、愛ゆえに息子3人を素質や性格に関係無く、序列を作らず同等同格の兄弟として育てた結果、息子たちは3人とも能力的には優秀でも、寛容の心を知らぬ傲慢な性格になってしまい、次期国王の後継争いを引き起こしてしまっていた。
病に侵される前に討伐に出て、敵を一掃することができなかったのは先述の後継争いのためである。サヴァの国は、アサムという一枚岩に乗った国であり、未だ辺境を徘徊する蛮族に狙われているこの国の行く末を案じ、アサムはケンシロウを心ある人物とみて、親心を知らずに後継者争いを続ける3人の副王を、国が割れることが無きように殺して欲しいと懇願する。そして自身は死を覚悟して蛮族のヒューモ一党の討伐に出た。
残る力を使い果たしてヒューモを倒した直後、アサムの想いを引き継いだケンシロウの誘いによって和解を果たした3人の息子の姿を目にする。息子たちに連れられて国に帰還はしたものの、これで安心したのか急激に衰弱していく。カイ新国王の即位式を、前の「王」として壇上からではなく、アサムが愛したサヴァの民たちの中でサラたちと紛れて祝福しつつ、安らかに息を引き取った。
なお、和解を果たした3人の息子の内、カイがその場で背後から攻撃を受け、致命傷を負ったことはカイ自身の意志によってアサムには伏せられ、その意を汲んだ弟たちも死んだカイを玉座に座らせて新国王の即位を宣言したため、最期までアサムが知ることはなかった。
カイ
サヴァ王家の長兄で副王のひとり。長兄であるので王位を継ぐのは自分が当然ふさわしいと思っていた。
他の兄弟と同じく「大乗南拳」を継承しており、ゲリラ襲撃の際には長剣を振るって闘っていたものの、実力は国王である父には遠く及ばない。ケンシロウと相対し、瞬時にケンシロウに叩き伏せられ、歴然とした力量の差を見せつけられる。そして、ブコウとサトラが共に自らの命を引き換えにしてケンシロウに挑む中、自分の命と引替えに弟2人の助命を請う。こうして父の想いを理解し、兄弟の絆を取り戻してケンシロウに救われる。
弟たちから次期国王の座を譲られ、辺境の蛮族の掃討に出た父を迎えに行くが、親子の涙の再会を果したのも束の間、蛮族に不意をつかれて背後から槍を投げられ、命を落とすことになる。
死の間際まで、父を安心させるために平静を装い続け、父の目が届かなくなったところで自分に深手を負わせた槍を引き抜くが、その槍には隣国ブランカの紋章があり、不測の事態を感じたカイは息を引き取る前にケンシロウにサヴァの国と弟たちを守ってくれるよう嘆願する。
弟たちは命数が尽きようとしている父のため、死したカイを玉座に座させ国民の前で新国王の即位を宣する。
ブコウ
サヴァ王家の次男で副王のひとり。長兄をさしおいて自分こそ国王にふさわしいと信じて疑わなかった。
「大乗南拳」の「秘拳銀流陣」「包破鎖万獄」「拷熊甲捨拳」を立てつづけに繰り出してケンシロウに挑むも、片腕一本で倒され全く歯が立たなかった。自分たちが井の中の蛙であることを思い知り、自らの愚行を父に詫びるためにサトラに加勢して2人がかりでケンシロウを押さえ、長兄カイに自分たちもろとも拳で貫くように訴える。闘いの後はすっかり改心して、長兄カイの不時の落命後は、旅に出て弟サトラに国王の座を譲ろうとするが、サトラに先を越され、事実上サヴァの新国王となる。
去りゆくサトラの背に「生きて帰って来い、それまで命を賭けてこの国を預かる」と叫んでおり、本人はあくまでサトラを国王として考えているようである。
サトラ
サヴァ王家の末弟で副王のひとり。隣国ブランカの王女ルセリは許嫁。サトラが国王の座に固執して兄たちと争ったのは、隣国の王女を妻とするにはそれなりの地位が必要と考えてのことであった。しかし、ルセリからは涙ながらにそれが過ちであると説かれていた。
彼の「大乗南拳・双同異太刀」も椅子に座したままのケンシロウに赤子扱いにされる。2人の兄と同様に改心に至り、ルセリの涙の意味も理解できた。
次兄ブコウにサヴァを託した後、ルセリと会うため極北の聖国ブランカへ向かうが、信仰心の厚き国ブランカは今や光帝バランが支配する狂信者の国となっていた。光帝バランはルセリを狂愛しており、ルセリは一度は死も決意するが、サトラとの約束を信じ拒み続ける。サトラは彼の命を狙うバランとの戦いに巻き込まれて行くが、ケンシロウの大きな助力を得てルセリを奪回し、和解したバランにその愛で彼女を守り抜くことを誓う。
サラ
サヴァ王家の末子で王女。蛮族に襲われたリュウを救う。拳法は習得していないようだがボウガンに似た武器を使いこなしており、ある程度の闘いの心得は持っている。旅の最中には女性であることを隠し、ヘルメットや防具で性別がわからないように偽装していた。
病にかかった父のアサムを気遣い、副王である3人の兄が後継争いを続けていることに憂えており、強い男を捜すため旅を続けていた。そんな中で出会ったケンシロウに援助を請い、サヴァの国へと導いた。
優しく思いやりのある性格であり、アサムの苦しい胸の内を察しているなど賢明であるが、国王の継承権はない模様で、自分がサヴァの後継ぎとなることは露ほども考慮していなかった。
コドウ
アサムの側近。サヴァの国が建国される前から彼に仕えており、アサムの本心を知る人物。その活躍や功績はサヴァの国に生きる多くの者の知るところであり、アサムは3人の息子を殺すと決意した後でコドウに、次の王になれば民も従うだろうと後継者の座を託した。その後、カイが新国王に即位する中でアサムがサヴァの国を建国する決意を固めたときのことを回想し、アサムの死を見届けた。
ダイナ
カイの軍の副官。次の王になろうと手柄を求めるカイから、サヴァの国に攻め入った辺境の蛮族であるシュタールの首領を追撃するよう命じられるが、罠にはまり火攻めにされる。
ガイラス
ブコウの軍の副官。シュタールのゲリラの追撃は危険とブコウに進言するが聞き入れられず、火攻めにされた。
ヤン
サトラの軍の副官。功をあせるサトラからの命令で、シュタールのゲリラを追撃し火攻めに遭う。ダイナ、ガイラス、ヤンの顛末を目撃したアサムは3兄弟の対立を悲しんだ。
黒影
アサムの愛馬にして、名馬。かつてこの黒影の子馬が生まれたとき、カイ・ブコウ・サトラ3兄弟皆が子馬を求めた。だが3兄弟に対して子馬は1頭のみであり、お互いに譲らず取り合いをした結果子馬は死んでしまった。結果としてこれが、3兄弟の対立の始まりとなった。
預言者
占いや祈祷で国王であるアサムに神の意思を伝えていた男。神のお告げの結果が「3人の息子は決して和解しない」ということだったので、後継者を1人だけ選び、残りは殺すようにアサムに進言するが、不遜な態度が災いしてアサムに激怒され一刀両断された。
ヒューモ
長年に渡り、サヴァの国を狙っていた辺境の蛮族の頭。病で余命が幾ばくもないアサムが、死ぬ前に討伐しようとした宿敵。アサムと息子たちを侮辱したため、怒ったアサムに一撃で粉砕される。

### ブランカ編
バラン
極北の「聖国ブランカ」で「光帝」と名乗り、国民から神以上の絶大な信奉を集める君主。元々は聖国の王女ルセリを蛮族から偶然救った男だったが、ブランカの国王を幽閉して実権を握るに至った。
幼い頃、ラオウに北斗神拳を教えてくれと懇願した際「神に復讐するためだ」と言ったことでその技を盗むことを許され、拳王軍に従軍して北斗神拳を相当な奥義のレベルまで会得していった。ラオウと訣別した後の動向は不明だが、ブランカ入国後は秘孔の知識によって病気を治すなどの奇跡を起こし、国民の信奉を集める。また、自分をインチキ呼ばわりする者を、秘孔を突くことで殺し、これを罰や災いと称していた。北斗神拳の奥義では、北斗剛掌波を得意としていた。
かつて、妹・ユウカの死をきっかけに神や信仰への殉教を不合理と考えるようになった彼は「神」を憎み、自分が神より偉大な男になることで神に人々が殉ずる悲劇を正そうとしたが、それは神に運命をゆだねた妹と同じ信条を持つ王女・ルセリへの盲愛に他ならなかった。
ラオウの拳王軍同様、バランのもとには側近や一般のブランカ兵以外はその力に惹かれた荒くれ者が多く集まり、中には人殺しの大義名分の欲しさにバランの部下になった者さえも存在した。そして彼らによって多くのブランカ王族や近臣が処刑された。バランはルセリの婚約者であるサトラの殺害を狙うが、同行していたケンシロウに阻まれる。
ケンシロウとの闘いでは手傷を負わせるが、北斗神拳を極めたケンシロウと、付け焼刃で北斗神拳の真髄を理解していなかったバランとではケンシロウに分があり、本気を出したケンシロウに圧倒され、バラン自身が心酔していた真の北斗剛掌波によって倒される。バランはここで幼くしてオーラを纏うラオウの実子リュウに遇い、彼の哀しい眼差しとその涙によって、ラオウが自分を捨てた真意を悟り、人間としても、自分の過ちを悟らされ敗北を認めた。
最後は、旧ブランカの国王に治領を返した後、自分がこれまで犯してしまった過ちへの贖罪と、未だに自己を崇める国民の心を解放するため、旧王族に捕らえられたふりをして自ら処刑台に繋がり、わざと「俺を助けろ」と喚くなどの醜態を晒しながら、矢を受けて死す。それは見事な最期であり、敵であったケンシロウやサトラも認め、リュウはラオウになりかわって「男の死に様」を教えられた。
『北斗の拳 拳王軍ザコたちの挽歌』には、拳王軍に従軍していた当時のエピソードが描かれている。
ルセリ
聖国ブランカの王女。サトラの許嫁。蛮族に襲われて無抵抗のままでいたところをバランに救われる。しかしその出来事をきっかけにして、彼女を欲するバランにブランカは乗っ取られてしまう。王族やその家臣たちが投獄され、処刑されてゆく現状に一度は死をも決意するが、サトラが改心したことを知って、彼との約束を守るためにバランの盲愛を拒絶し続けていた。ブランカに乗込んだサトラとケンシロウの助力により、バランのもとから解放され、サトラとの固い愛を誓う。
バランの側近の男
バランの側近。顔の左に傷がある。ブランカ入国前からバランに付き従っており、ブランカ王の牢屋番を任されていたが、その際も「バラン様の命がなければ、罪人とはいえ勝手に処刑することは赦さない」と忠実に職務を続けており、決して狂信者でもなく、バランからの信頼は厚かった。バランの処刑（罪の清算）の介錯人をバラン本人から頼まれ、縛られたバランに矢を放ってその役目を果たす。バランの最期を看取ると、「お見事でしたバラン様」と涙ながらにその心情を察した。
オルガ
ブランカの将軍。バランが外出している隙を突いて軟禁されている王女ルセリを逃亡させようとするが、戻ってきたバランに見つかり殺される。
シマム
旧ブランカの宮廷作曲家。旧王族のために素晴らしい曲を作ったことが罪に値する、という理不尽な理由で処刑されそうになるがケンシロウに助けられる。
ラモン
サトラの命で、サトラが聖国ブランカの王女ルセリを迎えに行くための使者となるが、ブランカ兵の囮に利用され命を落とす。死の間際、サトラにブランカの異変を伝えた。
ユウカ
幼少時代のバランの妹。重い病気となりバランが薬を手に入れてくるが、奪った薬で助かっても神様が許さないと薬を飲まず死んでしまった。それ以来バランは神を憎み、神に運命をゆだねた妹ユウカと同じ信条を持つブランカの王女ルセリを盲愛することとなる。
なお、ユウカ自身は「優しいバランの妹」として生きられたことを神に最も感謝していた。
大男
拳王軍の侵略を受けた軍団の頭目。ラオウに部下を全滅させられた上、自身も大鎌でラオウに挑んだが、北斗剛掌波で吹き飛ばされバラバラにされた。この光景を目撃した当時まだ少年だったバランは、ラオウの目を見て神を凌駕するものを感じ、ラオウに弟子入りを懇願した。

### ボルゲ編
ボルゲ
声 - 川津泰彦（真・北斗無双）
ケンシロウがバットと旅を続けていた当時、洞窟にいたところを火炎放射で焼き殺そうとした卑劣な悪党で、原作漫画における最後の敵役でもある。言葉遣いはユーモラスであるが残虐非道極まりない男で、その所業は「悪魔でさえ顔をそむける」と評されるほど。装甲で固めた頭を人造皮膚で覆った強烈な風貌に加え、「あっあっあ」という独特の不気味な笑い方が特徴。手の甲にはかつてゾルドによって傷つけられた傷跡がある。自分の体を傷つけた者に対しては異常な憎しみを持ち続け、それを晴らすまでは絶対に諦めないといった非常に執念深い性格の持ち主。
かつてケンシロウを倒して乱世に君臨しようとしたが失敗、両目を切られ盲目となる。復讐の怨念で生き長らえ、失った目の代わりに聴力を鍛え上げて超常的な感覚を会得し、再び現れてケンシロウをつけ狙う。その過程で、かつて手の甲に傷をつけたゾルドとその部下に対して両眼を切り裂いて胸に北斗七星の傷をつけることで皆殺しにし、ケンシロウをおびき寄せようとした。この時、ケンシロウは記憶喪失になっており、それを案ずるバットが身代わりとなりボルゲと戦うも、わざと劣勢に見せかけたボルゲの策略にはまって逆に捕らわれてしまい、ドリルで体に穴を開けられるなどの拷問を受ける。
しかし、バットの一念の叫びで記憶を取り戻したケンシロウの敵ではなく、復讐心から編み出した秘技「多頭凶蛇棍」も装甲で固めた頭も北斗神拳には全く通じず倒されてしまい、最期は記憶と正気を取り戻したリンと心中しようとするも、彼女を庇ったバットにより相討ちという形で始末される（この戦いでバットは死亡したかに思われたが、実はケンシロウの秘孔術により一命をとりとめていた）。
ゾルド
バットとマミヤが通過した地を縄張りとする屈強なゾルド軍の首領で、白爪妙拳の使い手。かつてボルゲの手の甲に傷を負わした過去から、異常な憎悪を抱いたボルゲによって襲われる。当のゾルドは全く覚えていなかったが、部下たちと共にボルゲに目を切り裂かれ、胸にケンシロウと同じ北斗七星の傷を付けられ、ボルゲの視力を奪ったケンシロウへの見せしめのごとく殺される。

## 「小説・北斗の拳」およびOVA「新・北斗の拳」
詳細は小説・北斗の拳-呪縛の街-を参照。ここではメインキャラクターの簡単な説明に留める。
トビ
声 - 高瀬右光
自由の村の住人に協力する情報屋で、作中では本編のバットのような役割を担うキャラクター。物語冒頭で村人と共に地下水を掘り当てたところを、サンガの配下・ギースの襲撃を受ける。そこをケンシロウに助けられ、彼と行動を共にすることとなる。
核戦争で生き別れた弟・ビスタを探している。村の女医・サーラに惹かれている。
サーラ
声 - 日野由利加 / 小林沙苗（少女期）
自由の村の女医。
北斗神拳などに見られる、秘孔を突くといった特徴を医術に転用している。だがその技術を持つがゆえに、サンガ、セイジと続けざまに利用される。
ビスタ（ドーハ）
声 - 朴璐美
生き別れになったトビの弟。
手品が得意だったことからその才を見抜いたサンガに拾われ、手から聖水を出すことのできる神・ドーハとして利用されるようになる。
サンガ
声 - 石塚運昇
ラストランドを支配する王で、セイジの父。
自らの支配をより強固なものとするために、ドーハ（ビスタ）の手品やサーラの持つ秘孔を使った治療術を「神の力」として利用しようとした。暴虐非道な行いがケンシロウの逆鱗に触れ、彼によって倒される。
セイジ
声 - Gackt / 岸尾大輔（少年期）
ラストランドを乗っ取った謎の男で、正体はサンガの息子。
父のような強い男になるために武術を磨いていたが、谷底に突き落とされて以来父に対して激しい憎しみを抱くようになった。そして、北斗の拳の流派の一つ・修験の拳「北門の拳」を修得し、サンガ亡き後のラストランドに支配者として君臨する。
チェス
声 - 鈴木清信
サンガの配下。後にセイジの部下。
元々は野盗のグループの一員で、弱肉強食の掟に従いサンガの配下になる。言うことを聞かないと爆発する秘孔を突かれ、セイジ直属の「副官」となった。

## 真救世主伝説（2006年以降の新シリーズ）
詳細は真救世主伝説 北斗の拳を参照。ここでは簡単な説明に留める。なお、いずれも原作には未登場。
ソウガ
声 - 石塚運昇 / 宮田幸季（少年期） / 松風雅也（天の覇王）
ラオウの忠臣にして軍師。配下には初老の男、ヨウがいる。『ラオウ伝 殉愛の章』『ユリア伝』『トキ伝』に登場。ラオウとは修羅の国時代の幼なじみで、それが長じて妹レイナと共に海を渡って拳王軍に参加する。
レイナ
声 - 柴咲コウ / 城雅子（少年期） / 中原麻衣（天の覇王）
ソウガの妹。兄同様にラオウとは修羅の国時代からの幼なじみ。『ラオウ伝 殉愛の章』『ラオウ伝 激闘の章』に登場。ソウガと共に拳王軍に参加した。拳法の心得はないが、剣と馬術に長けているので拳王親衛隊長として活躍する。ラオウに愛を抱く。
トビー
声 - 下山吉光 / 篁莎耶（DD北斗之拳）
ユリアの愛犬。『ユリア伝』に登場。「忠義の星」の宿命を持って生まれた犬。
ダーマ
声 - 屋良有作
リュウケンと同世代の男で、幼少のユリアとリュウガの保護者的な存在。『ユリア伝』に登場。ユリアをリュウケンのもとに連れて行って預けることになるが、原作にも彼と思わしき人物がユリアを連れてリュウケンのもとへ訪ねてきていた。『ユリア伝』における、ストーリーの鍵を握る人物。
ギラク
声 - 竹田雅則
ソウガ亡き後に拳王軍の総参謀としてバルガと共にラオウに仕えた。『ラオウ伝 激闘の章』に登場。性格は姑息で軟弱者、かつかなりのナルシスト。南斗義勇軍の兵士の死体から指輪を剥ぎ取るなど死者を不遜に扱う。ラオウのご機嫌取りには余念がなく、まさに典型的な権力に媚び売る悪役である。
サラ
声 - 平野綾
核戦争以前からトキの助力をしていた女医。『トキ伝』に登場。トキが不治の病（被曝によるものではない）により北斗神拳伝承者への道を断念し、医学への応用を始めた時既に付き従っていた。
ジュガイ
声 - 小山力也
シンと南斗孤鷲拳伝承者を争った男。『ケンシロウ伝』に登場。部下に昆虫男ほかの軍団を従え、ゲッソーシティを襲う。妻子があったが、それを殺されたがゆえに外道に堕ちた。シティの人々のため立ち上がったケンシロウに軍団を壊滅させられ、自ら挑戦に応じるが覚醒したケンシロウの敵ではなく、戦闘の果てにケンシロウに詫びの言葉を残し息絶える。
フウゲン
声 - 青野武
シンとジュガイの師父である先代南斗孤鷲拳伝承者。『ケンシロウ伝』に登場。伝承とともにシンに足の腱を切断され、障害者となる。
その後ゲッソーシティの奴隷商人グルマに拉致され、彼の店の檻に幽閉され、そこでシンに倒され力尽きたケンシロウと邂逅する。
シスカ
声 - 飯塚昭三
ゲッソーシティを牛耳る「将軍様」。『ケンシロウ伝』に登場。パソコンソフト会社の課長に過ぎなかったが、悪知恵に長け、文明崩壊後の荒野に水と電気に不自由しない街を建設、奴隷売買によって巨万の富を得ている。街の住人全ての家族を人質に取り、人質収監所の自爆装置をつねに携帯することで支配者として君臨している。
グルマ
声 - 玄田哲章
ゲッソーシティの奴隷売人。『ケンシロウ伝』に登場。もともとパソコンソフト会社の社長であったが、部下であったシスカのゲッソーシティ設立とともに彼の下で働くことを余儀なくされる。下衆な男だが、人の良い一面もある。
狼の群れをひとりで屠ったというケンシロウを、「狼殺しの男」という看板つきで売り出し、商売敵の奴隷商人・ジニアの商品である「熊殺しの男」ガデスと戦わせる破目に陥る。
ヤマン
声 - 難波圭一
妻のサヤと2人の子供のダンとアモと共に荒野を渡る流人。『ケンシロウ伝』に登場。秩序を忘れた荒野で自分たちだけは人らしく生きようとし、子供らが発見した瀕死のケンシロウを運び、街まで連れて行こうとするが、その直後にグルマの奴隷狩りに引っかかり、妻子共々ゲッソーシティに拉致される。

## 北斗の拳 -LAST PIECE- 我が背に乗る者
1988年連載終了以来の本編の新エピソード。ケンシロウがラオウを倒し、リンとバットに再会するまでが描かれた（黒王号が片眼になった経緯も描かれた）。『月刊コミックゼノン』の2014年5月号（前編）、同年6月号（後編）に掲載。全編は究極版第11巻に収録。
ショウザ
声 - 坂泰斗（LEGENDS ReVIVE）
南斗五車星・雲のジュウザの遺児。ユリアと隠遁生活を送るケンシロウに仕え、その後ユリアを失い戦う気力をなくしたケンシロウを見守る。村を襲撃したX郡都司刑隊と黒王号とともに戦った。
ダルジャ
X郡都司刑隊長。村人に化け物と呼ばれる。オネエ言葉を使う巨漢。